# Malerweg

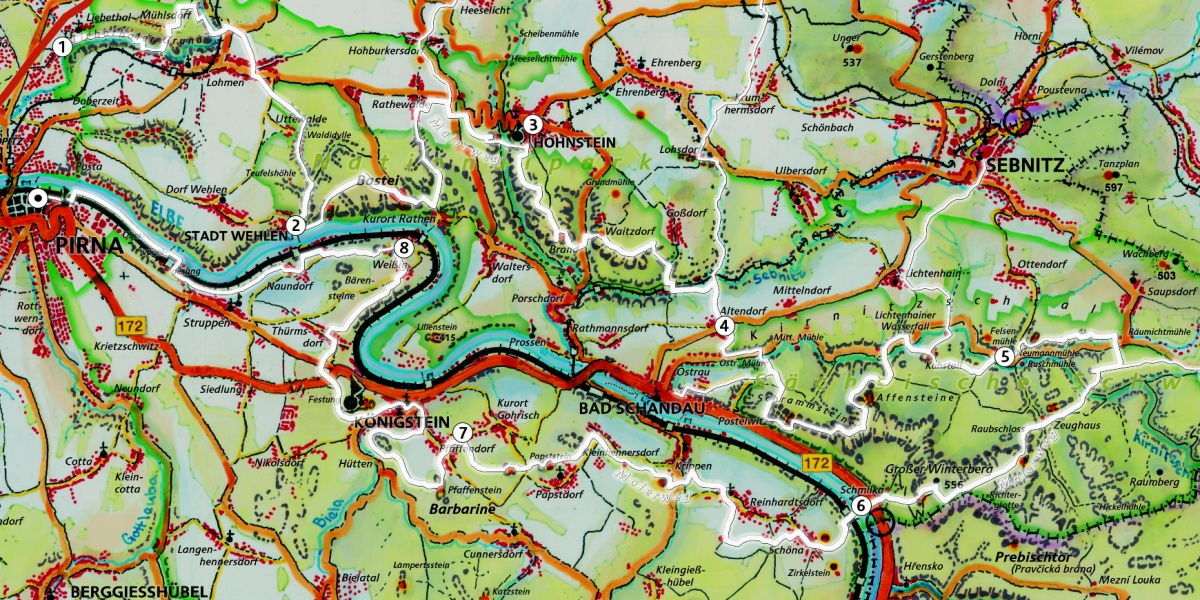
Der Malerweg ist untergliedert in acht Wanderetappen.

Der Malerweg ist ein Wanderweg im Elbsandsteingebirge. Seinen Namen erhielt er, weil viele Maler (z. B. Ludwig Richter und Caspar David Friedrich) in den vergangenen Jahrhunderten oftmals romantische Ansichten der Felsformationen anfertigten. 2007 wurde er von der Zeitschrift Wandermagazin zum schönsten Wanderweg Deutschlands in der Rubrik Wandertouren und -routen gekürt.

## Verlauf

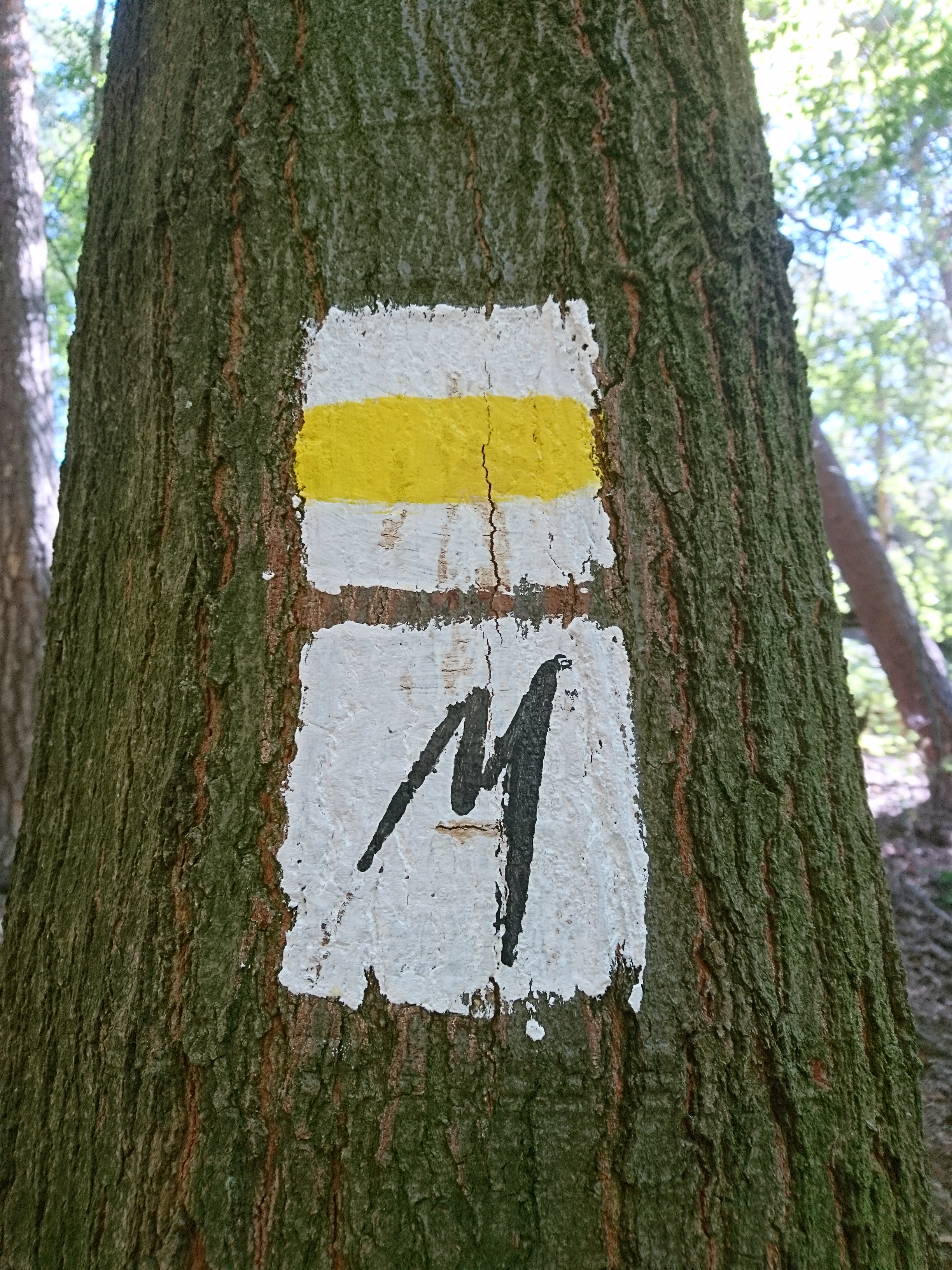
Symbol des Malerweges am Rauenstein

Er verläuft vom Liebethaler Grund bei Pirna, über Lohmen, den Uttewalder Grund, Stadt Wehlen, die Bastei, den Kurort Rathen, Hohnstein, den Brand, Altendorf, weiter über die Schrammsteine und Affensteine, den Lichtenhainer Wasserfall, die Neumannmühle bis zur Räumichtmühle, wo er den östlichsten Punkt erreicht. Von dort verläuft er weiter westführend über Zeughaus und den Großen Winterberg nach Schmilka. In Schmilka wird die Elbe überquert und es geht weiter über Schöna, Krippen, den Papststein und den Gohrisch nach Königstein, die Festung Königstein, Weißig bis Pirna. Der Malerweg ist insgesamt 112 km lang, davon entfallen 68 km auf den rechtselbischen Teil bis Schmilka und 44 km auf den linkselbischen Teil.

## Wegemarkierung und Etappen
Der Weg ist in der Örtlichkeit seit 2006 mit dem Malerweg-Zeichen markiert.
Der Malerweg ist in folgende Etappen gegliedert:
1. Liebethal bis Stadt Wehlen, 11 km
2. Stadt Wehlen bis Hohnstein, 13 km
3. Hohnstein bis Altendorf, 12 km
4. Altendorf bis Neumannmühle, 18 km
5. Neumannmühle bis Schmilka, 14 km
6. Schmilka bis Gohrisch (Muselweg), 17 km
7. Gohrisch (Muselweg) bis Weißig, 15 km
8. Weißig bis Pirna, 12 km

Die erste bis sechste Etappe folgt in Teilen der örtlich nachweisbaren historischen Malerweg- bzw. Fremdenwegsroute, die ab der zweiten Hälfte des 18. Jahrhunderts bis in das 20. Jahrhundert hinein maßgeblich die Sächsische Schweiz erschloss und u. a. mit Namen wie Adrian Zingg, Anton Graff, Caspar David Friedrich, Johan Christian Dahl, Carl Gustav Carus und Ludwig Richter verbunden ist. Der Malerweg beginnt im Liebethaler Grund, der möglicherweise Dahls Schlucht in der Sächsischen Schweiz ist. Auf km 9 wird das häufig wiedergegebene Uttewalder Felsentor durchwandert, auf km 17 das Neurathener Felsentor, das Hauptmotiv von Friedrichs Felsenschlucht, nahe km 65 die Kipphornaussicht, Friedrichs Ausblick ins Elbtal, und auf km 72 befindet sich an der Kaiserkrone die Felsgruppe, auf welcher Friedrichs Wanderer über dem Nebelmeer steht.
Die siebente Etappe führt an dem Biedermannschen Mausoleum (erbaut 1923) bei Thürmsdorf vorbei, welches 1994/1995 und erneut 2016 auf Initiative des Thürmsdorfer Schlossbesitzers Sven-Erik Hitzer saniert wurde. Am 3. Juni 2016 erfolgte auf sein Hinwirken auch die ökumenische Weihe des Denkmals  als Malerweg-Kapelle.

### Sehenswertes auf dem Malerweg

#### Etappe 1
- Der Liebethaler Grund ist ein tief eingeschnittenes Tal der Wesenitz zwischen Lohmen und Hinterjessen. Viele Dichter und Erzähler wie Elisa von der Recke oder Hans Christian Andersen beschrieben das Tal frühzeitig.
- Das Richard-Wagner-Denkmal im Liebethaler Grund ist das größte seiner Art weltweit und wurde 1933 von Richard Guhr erbaut. Es hat eine Höhe von 12,5 Metern.[3]
- Die Lochmühle im Liebethaler Grund ist eine historische Wassermühle, die sich im Zuge der touristischen Entwicklung des 19. Jahrhunderts zu einem beliebten Gasthaus entwickelte.
- Schleifgrund und Uttewalder Grund sind von bizarren Felsformationen geprägte Schluchten zwischen Lohmen und Stadt Wehlen.[4] Das Uttenwalder Felsentor ist ein natürliches Felsentor im Schleifgrund und eines der berühmten Motive von Caspar David Friedrich.
- Die Burg Wehlen ist eine teilweise erhaltene Spornburg über der Elbe in der Stadt Wehlen.

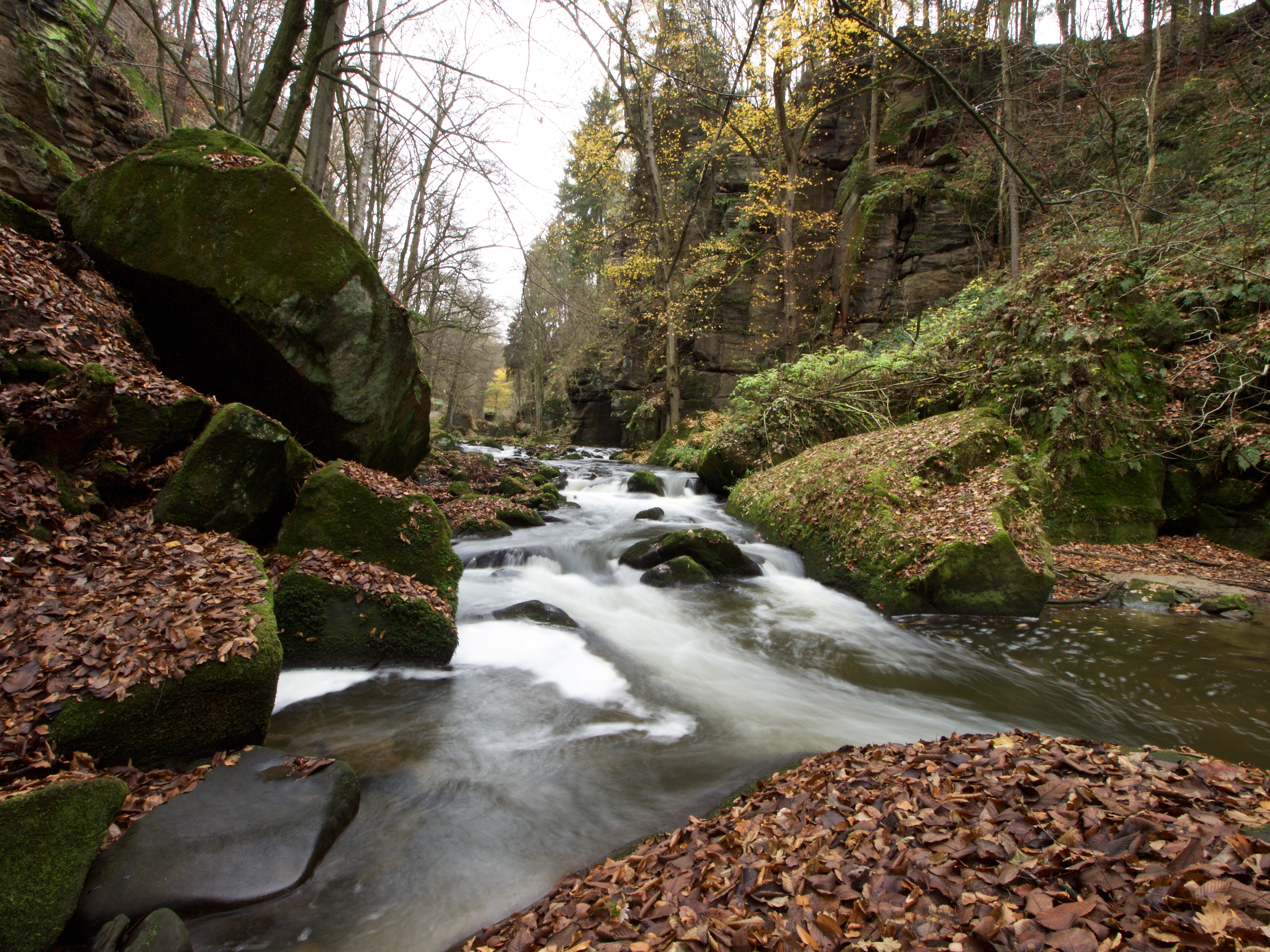
Wesenitz im Liebethaler Grund
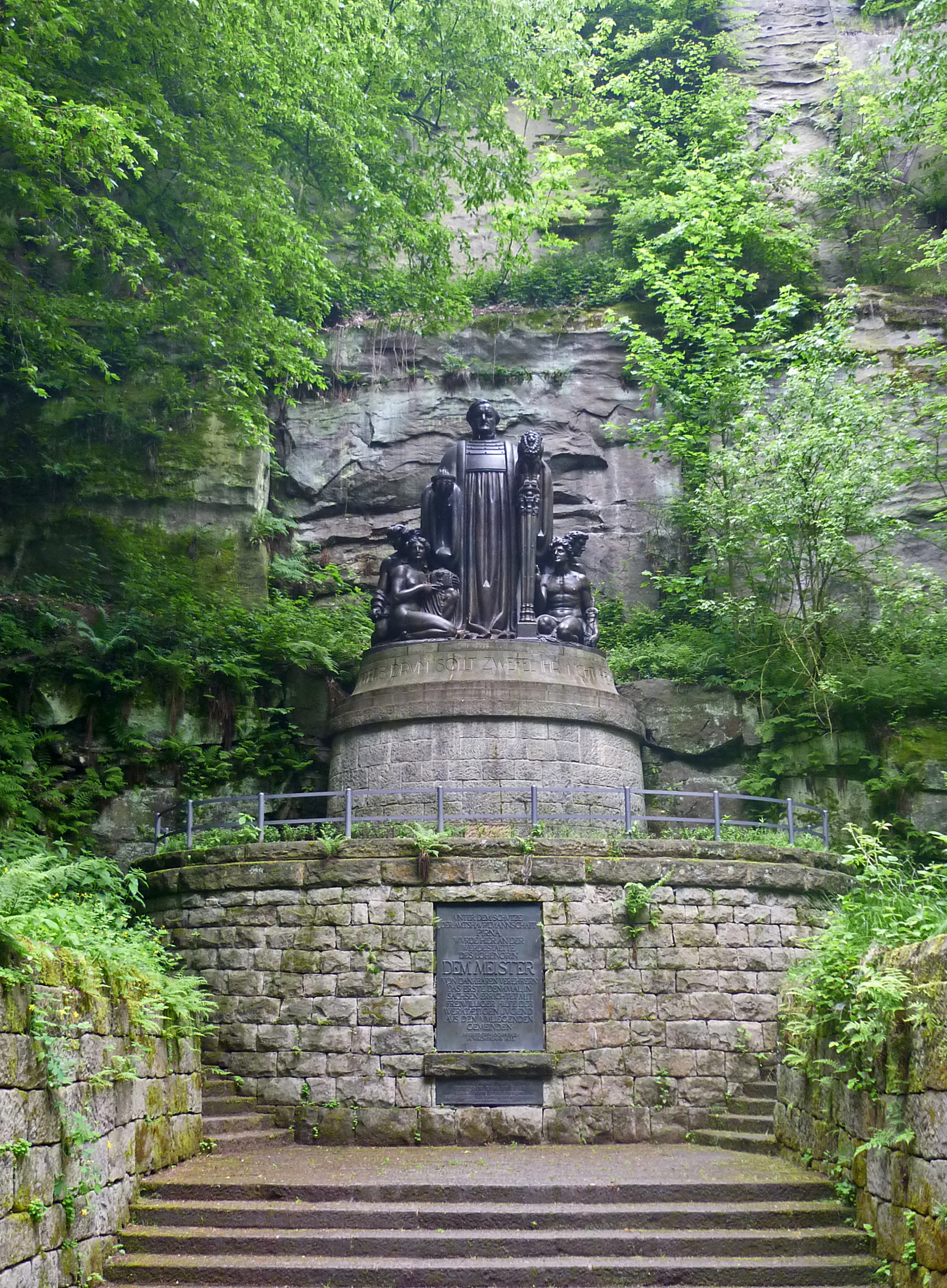
Richard-Wagner-Denkmal im Liebethaler Grund
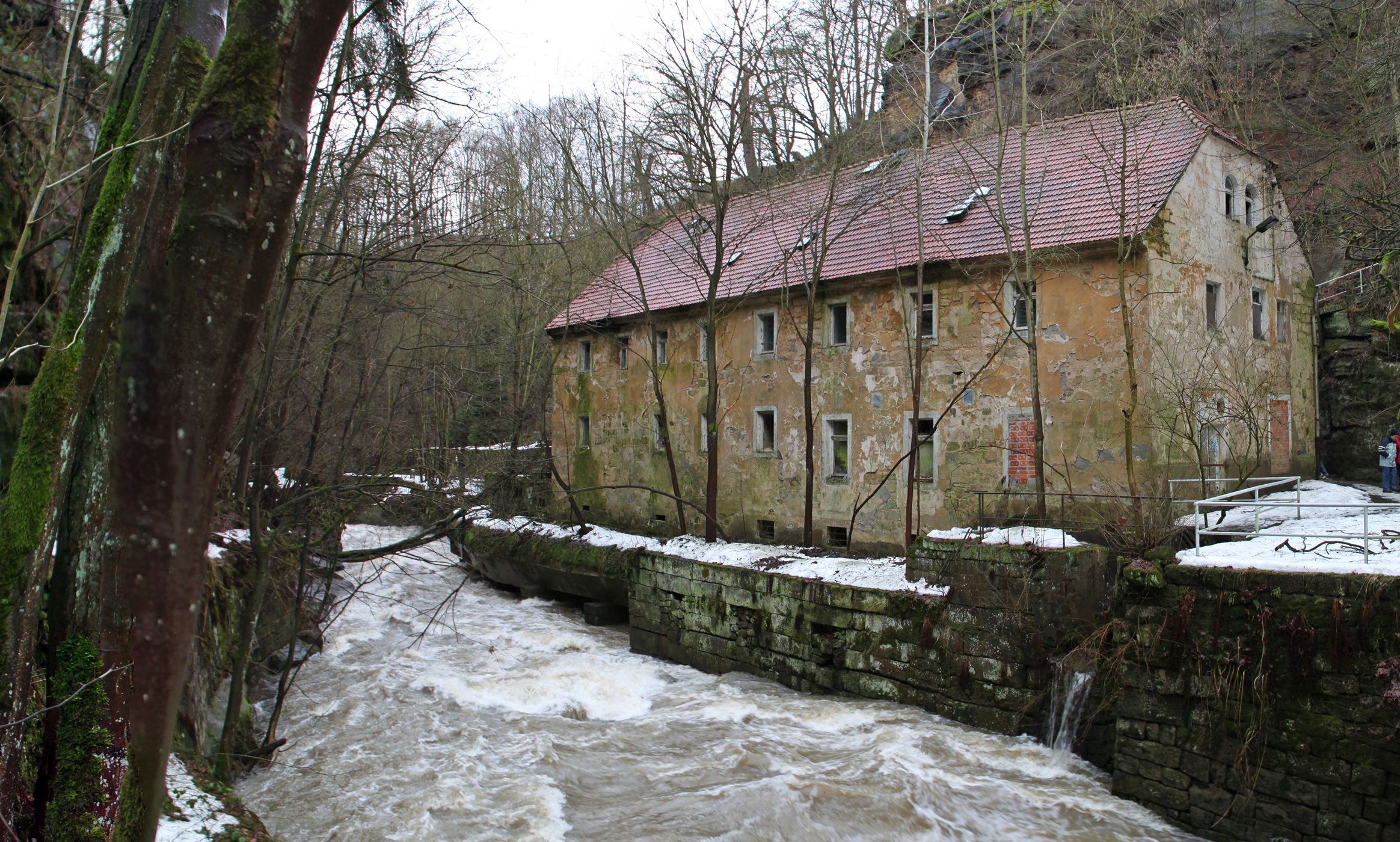
Lochmühle im Liebethaler Grund
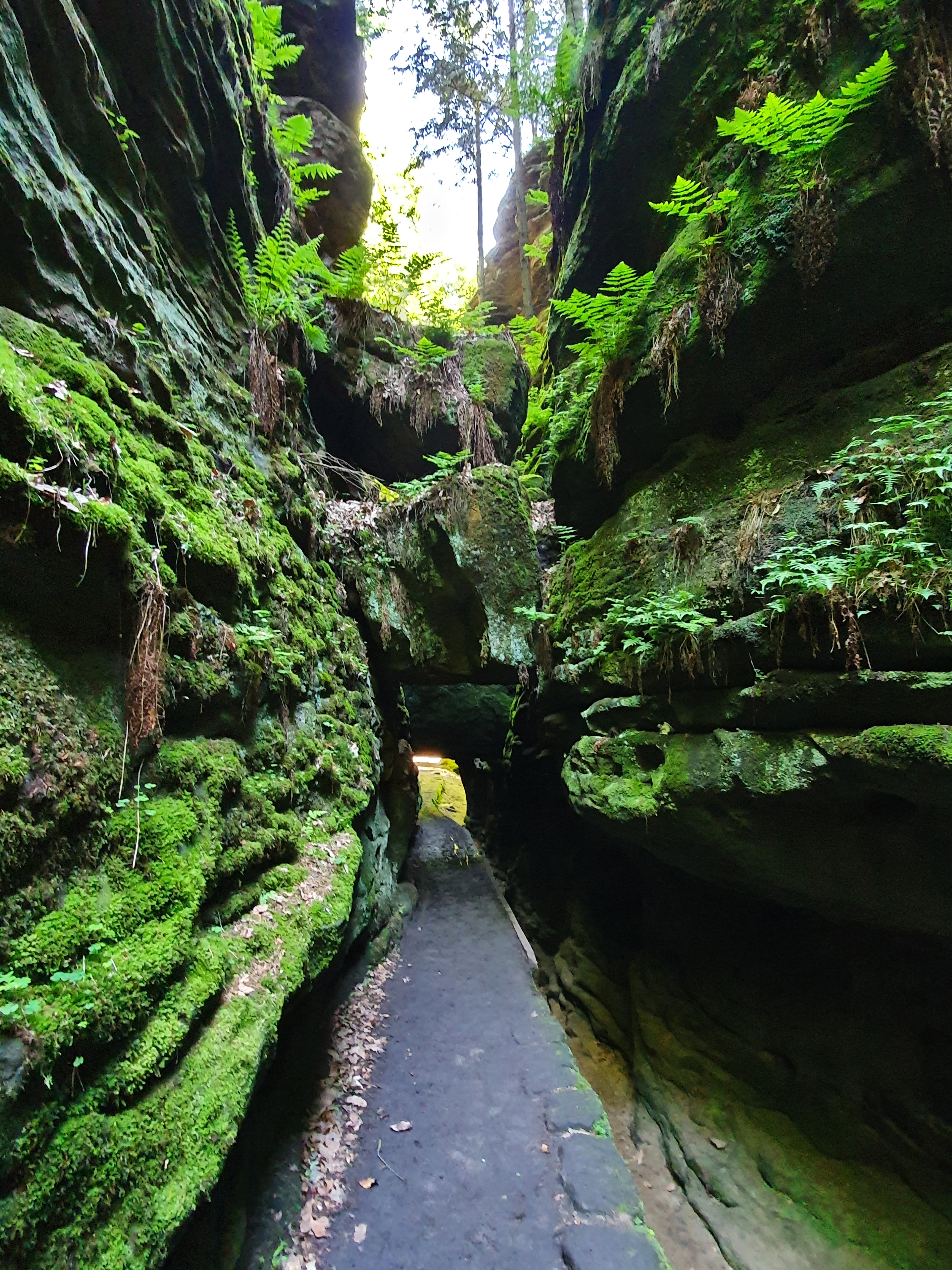
Uttewalder Felsentor im Schleifgrund
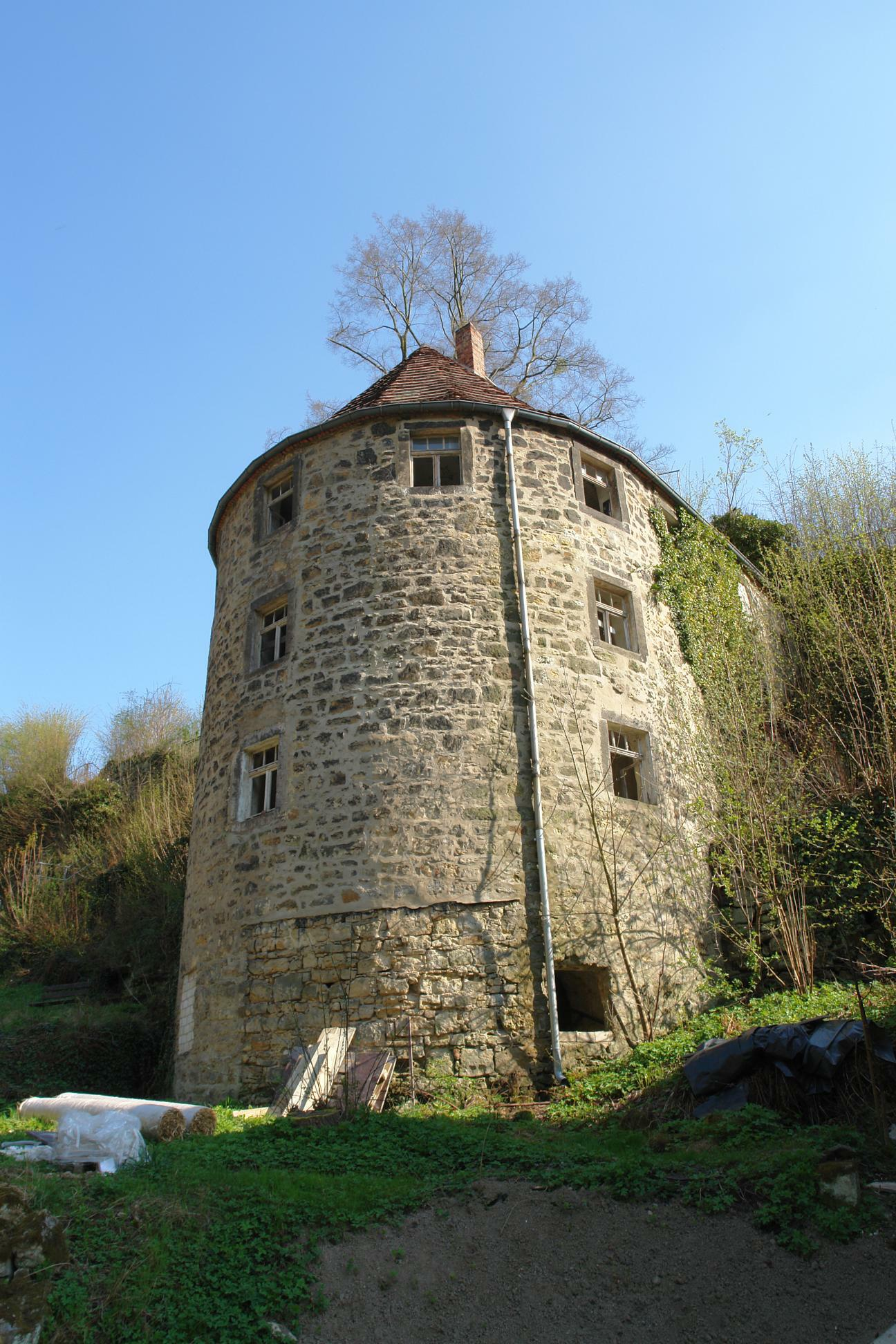
Burgruine Wehlen

#### Etappe 2
- Der Rastplatz Steinerner Tisch wurde anlässlich einer Jagd von August dem Starken 1710 in Auftrag gegeben.[5]
- Die Basteibrücke ist eine in den Fels gebaute Steinbrücke in der Gemeinde Lohmen mit Blick ins Elbtal.
- Die Felsenburg Neurathen ist die Ruine einer mittelalterlichen Felsenburg.
- Die Felsenbühne Rathen ist eine Naturbühne unterhalb der Bastei, auf der seit 1936 verschiedene, oft musikalische Stücke der Öffentlichkeit präsentiert werden.
- Der Amselsee ist ein künstlich angelegter Stausee im Amselgrund.
- Der Amselfall ist ein Wasserfall nördlich der Bastei, welcher vom Maler Christian Gottlob Hammer als eines der ersten Motive des Malerweges festgehalten wurde.
- Der Hockstein ist ein 291 Meter hoher Felsen mit Blick auf das Polenztal. Er ist über die historische Teufelsbrücke erreichbar.[6]
- Die Wolfsschlucht ist eine enge Stiege und fungiert als Abstieg vom Hockstein ins Polenztal.[7]
- Die Burg Hohnstein ist ein historisches Bauwerk aus dem Jahre 1353 und verfügt neben der Burg auch über einen Burggarten und eine Freilichtbühne.[8]

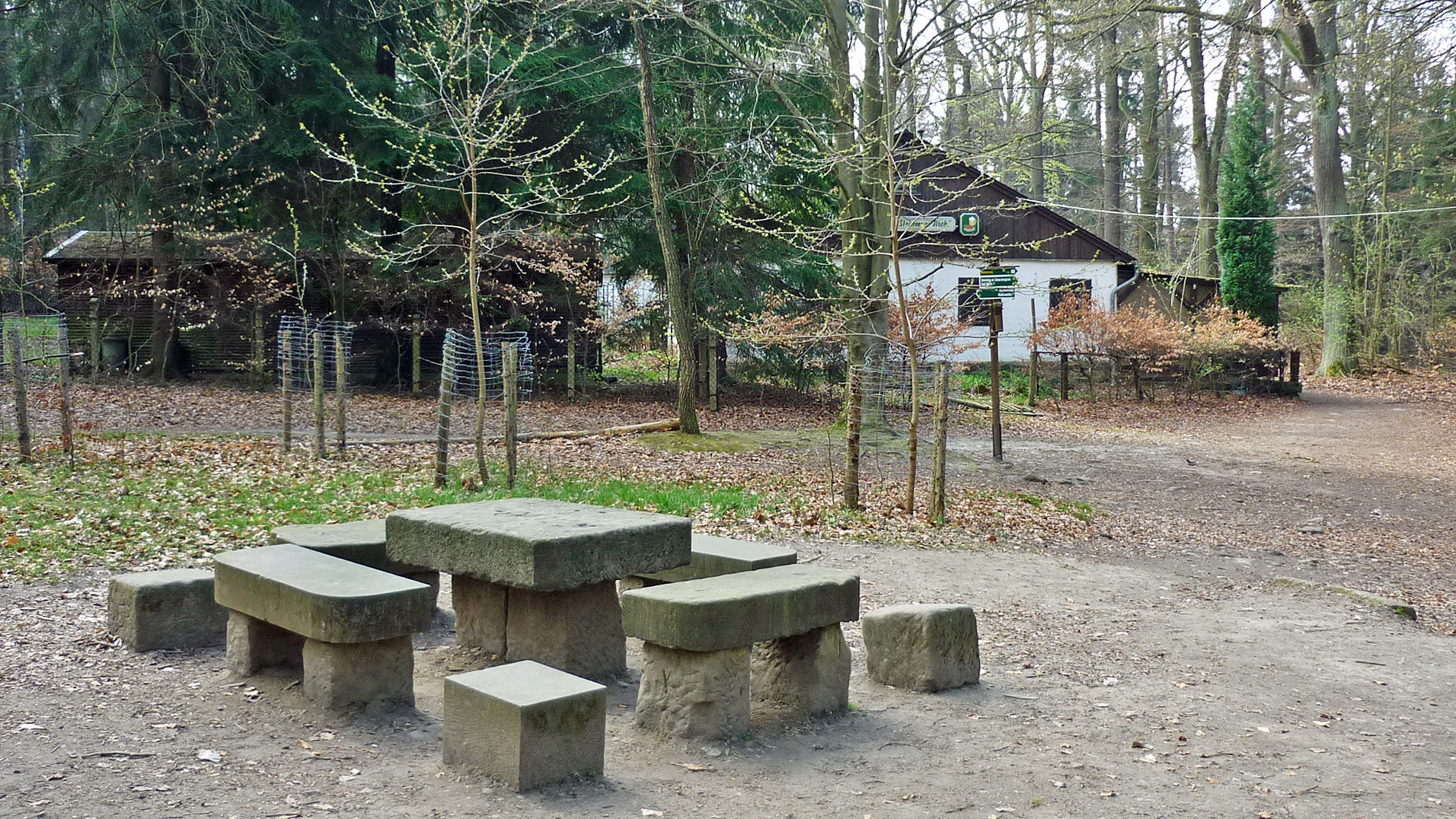
Steinerner Tisch
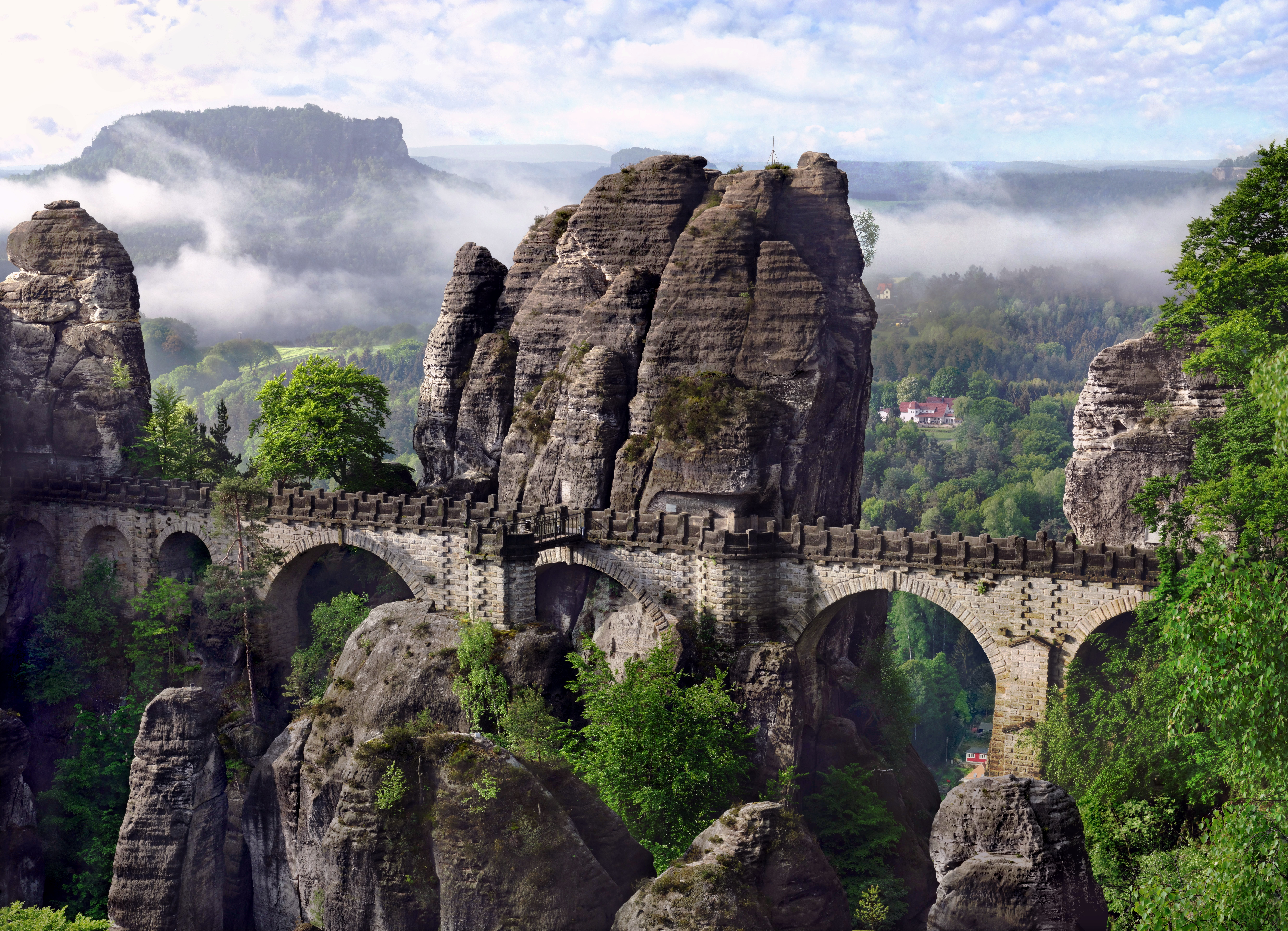
Basteibrücke
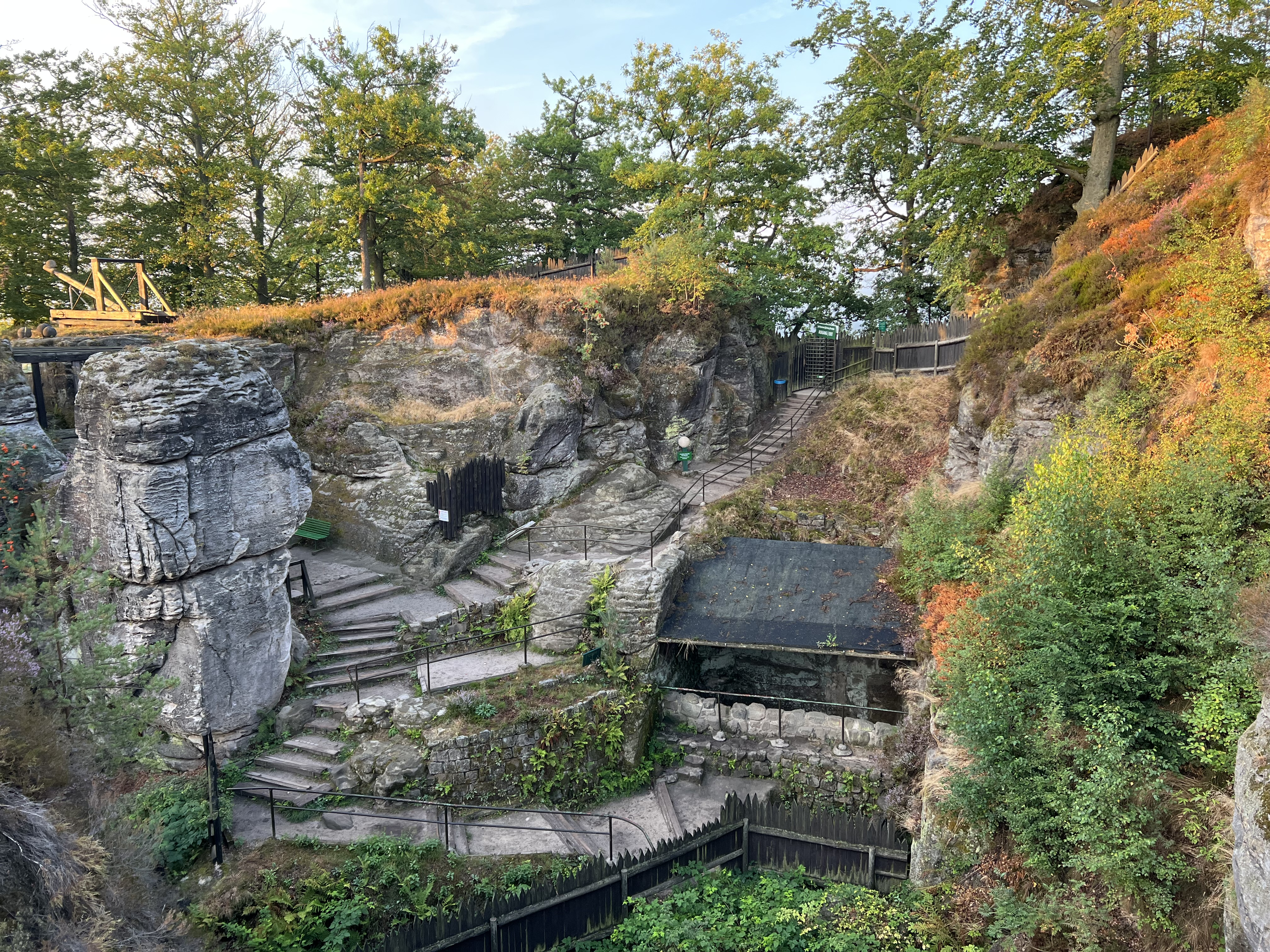
Felsenburg Neurathen
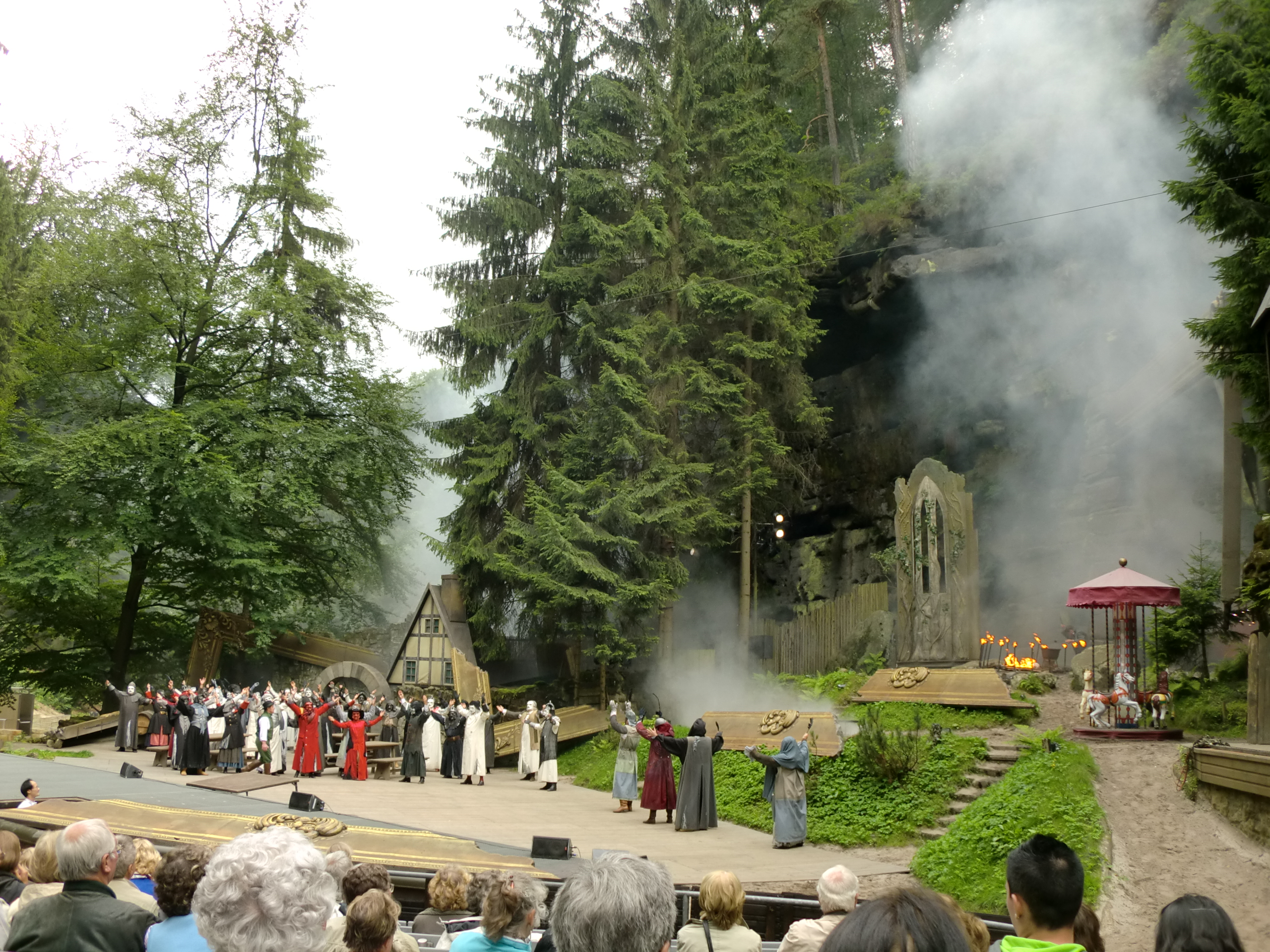
Felsenbühne Rathen
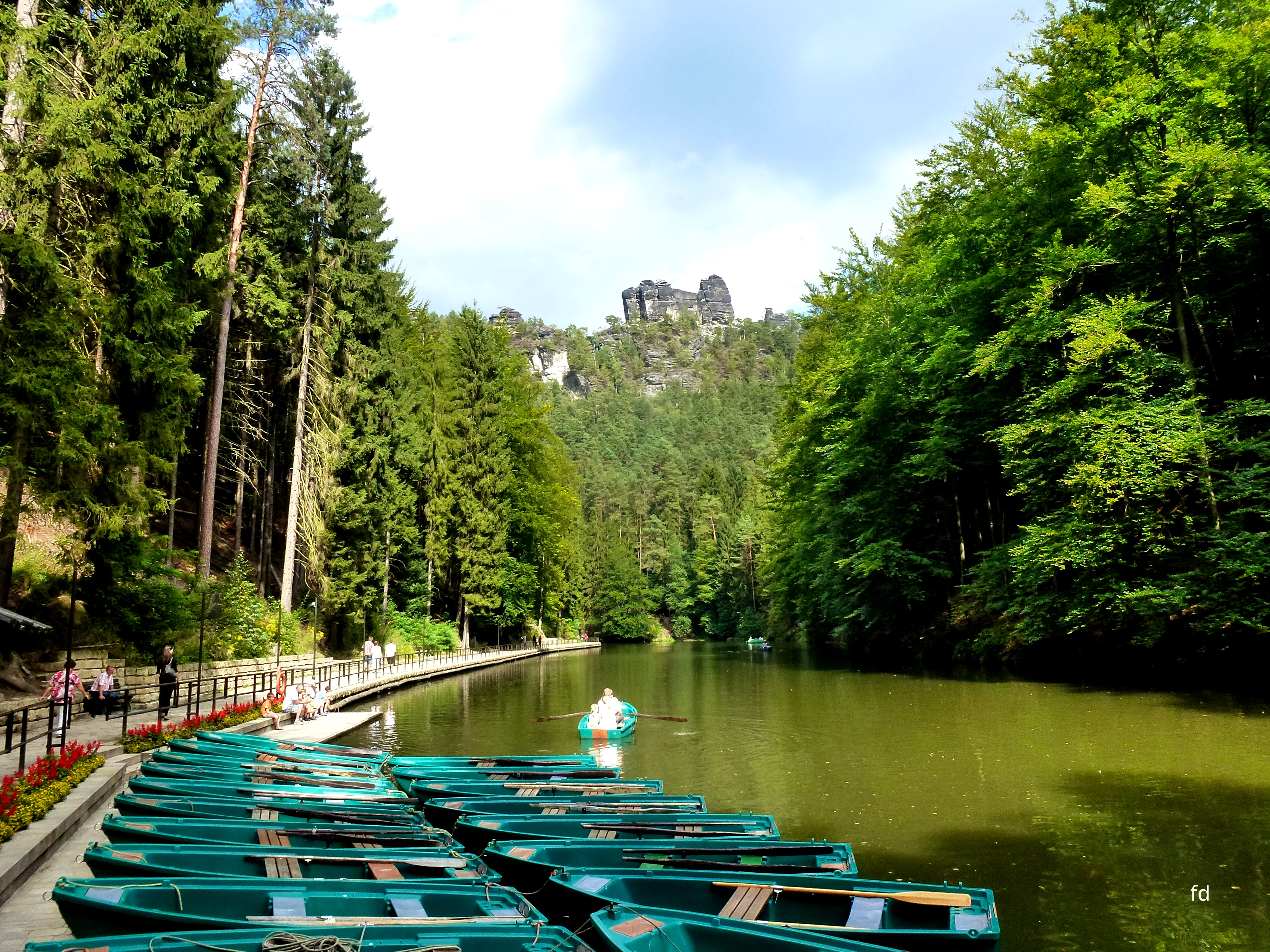
Amselsee
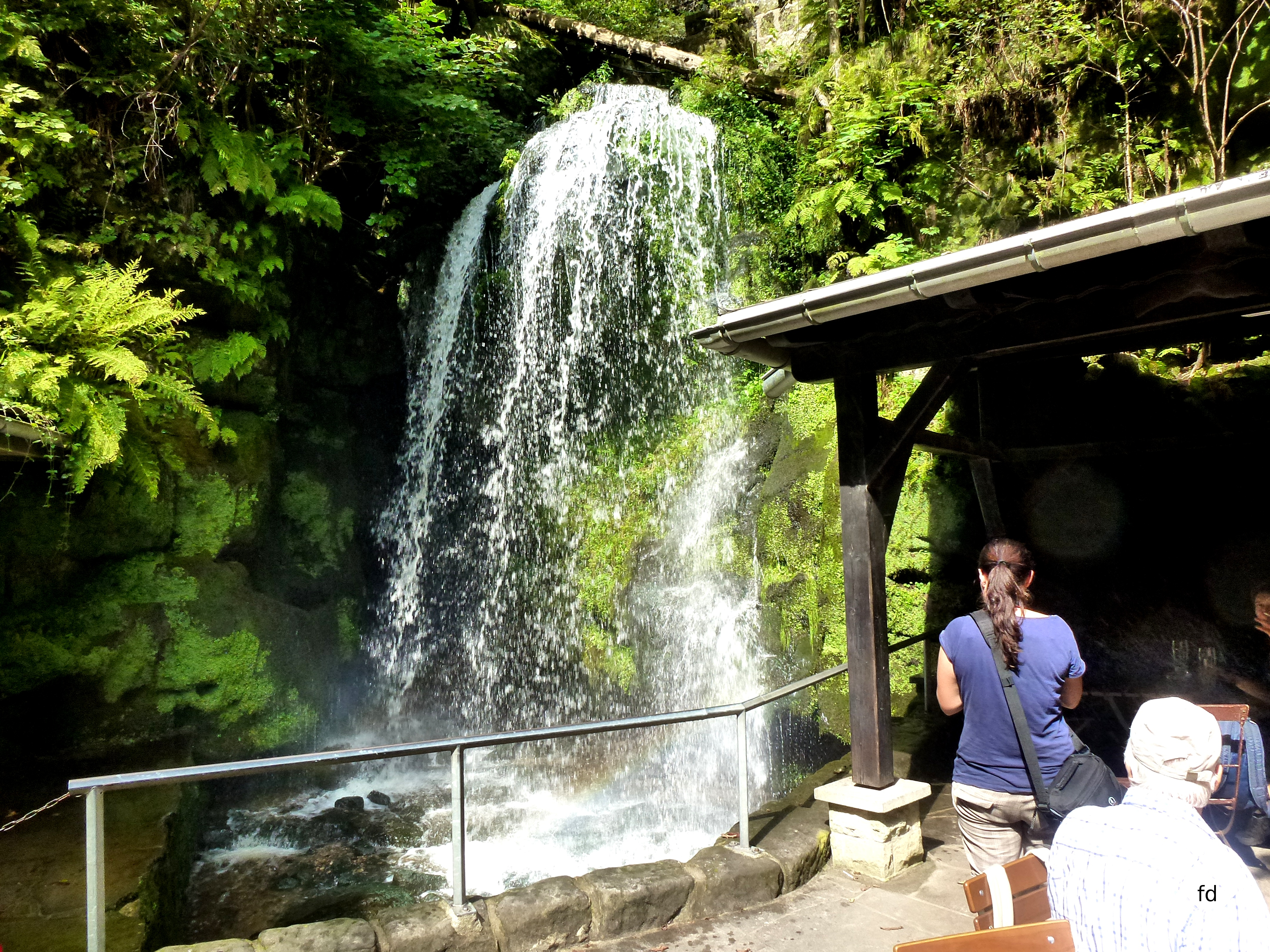
Amselfall
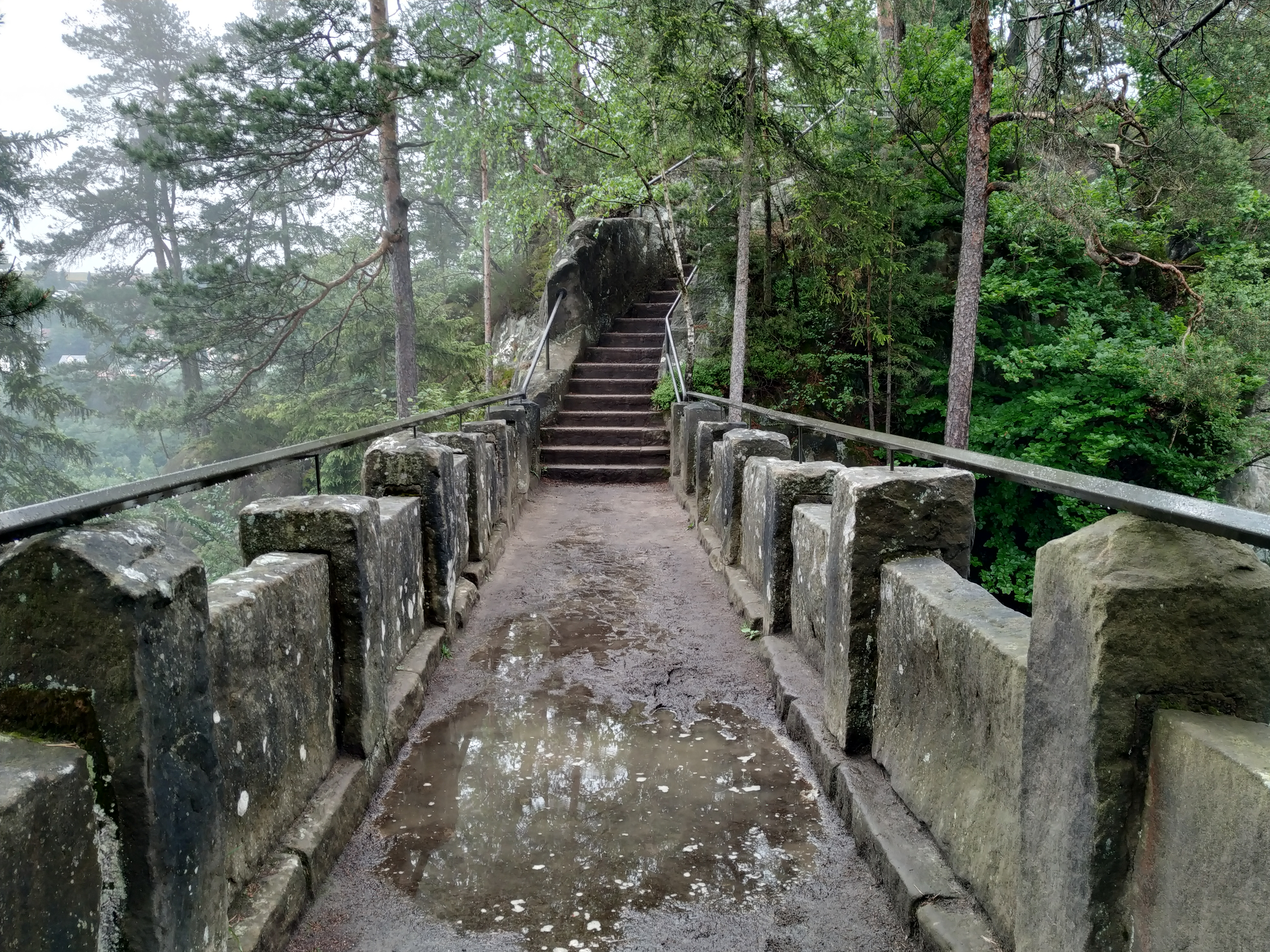
Teufelsbrücke am Hockstein
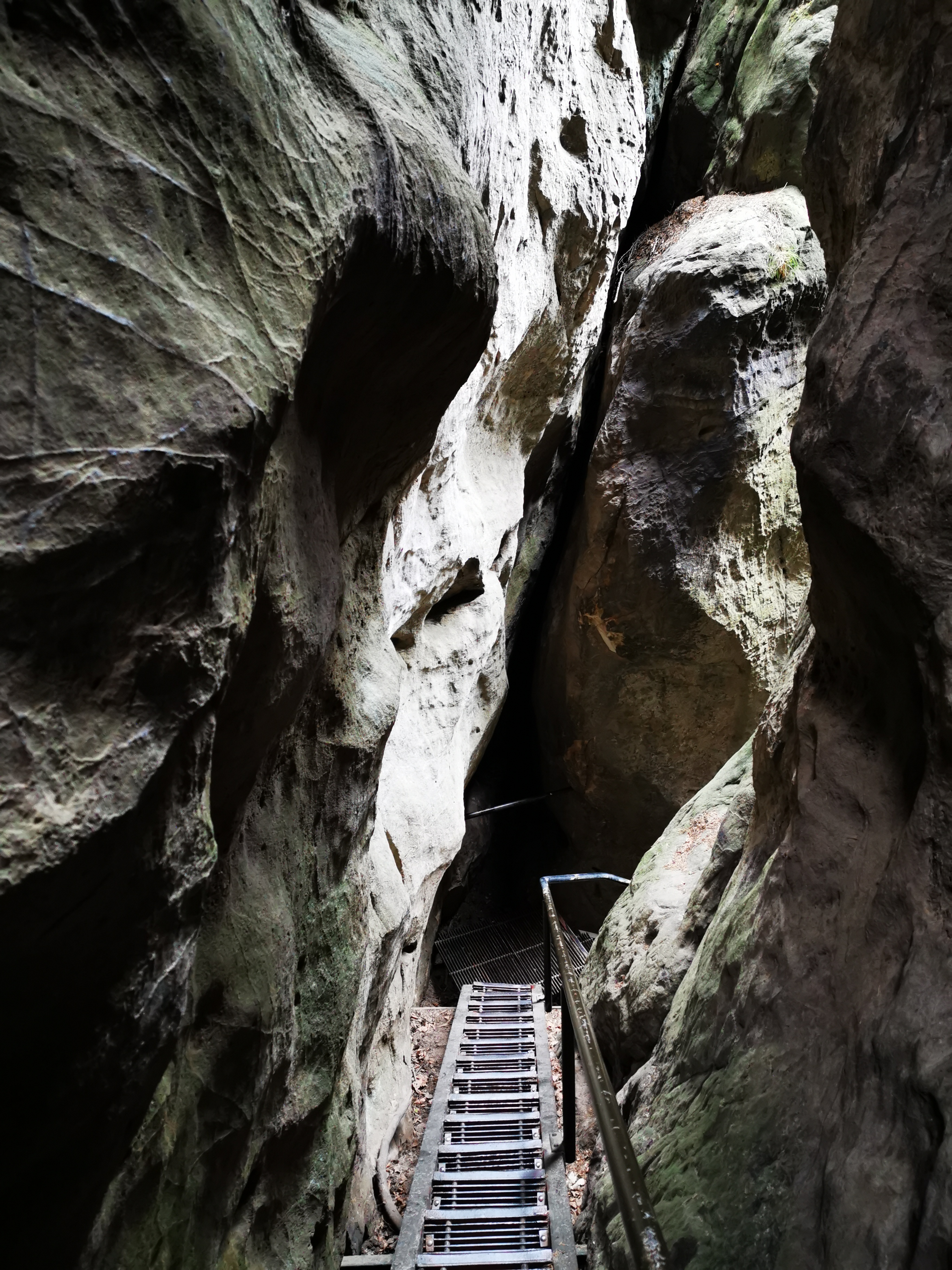
Wolfsschlucht am Hockstein
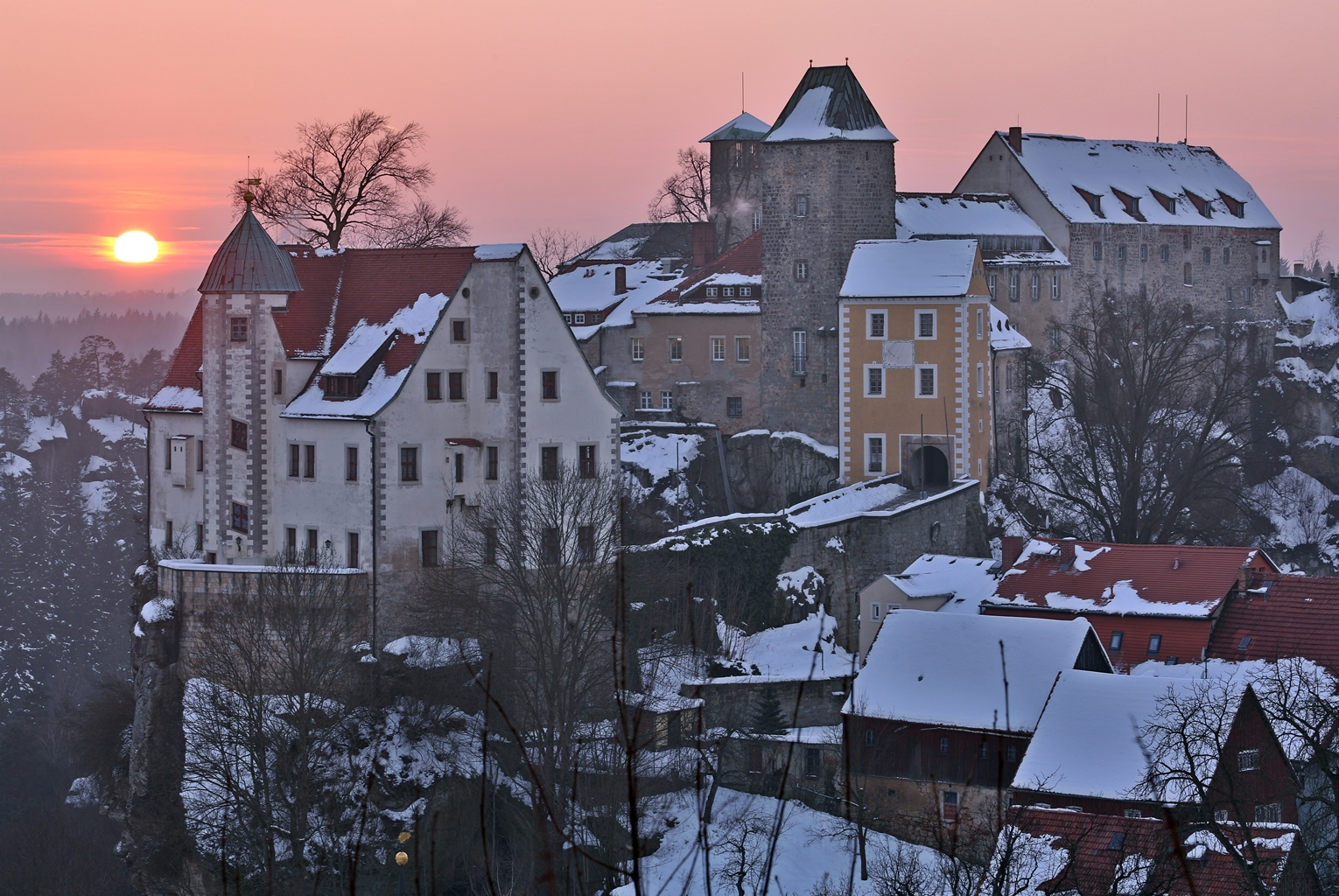
Burg Hohnstein

#### Etappe 3
- Die Gautschgrotte ist eine große Felsgrotte, welche über einen kleinen Abstecher vom Malerweg erreichbar ist.
- Die Brandaussicht liegt etwa 177 Meter über der Polenz und bietet eine weite Aussicht auf das Elbsandsteingebirge. Sie gilt auch als der „Balkon der Sächsischen Schweiz“.
- Die Brandstufen gelten mit etwa 850[9] Stufen als eine der längsten Steiganlage der Sächsischen Schweiz. Sie steigen vom Brand in den Tiefen Grund ab.
- Das Sebnitztal ist ein vom gleichnamigen Fluss geschaffenes Tal nördlich des bekannteren Kirnitzschtals im Nationalpark.

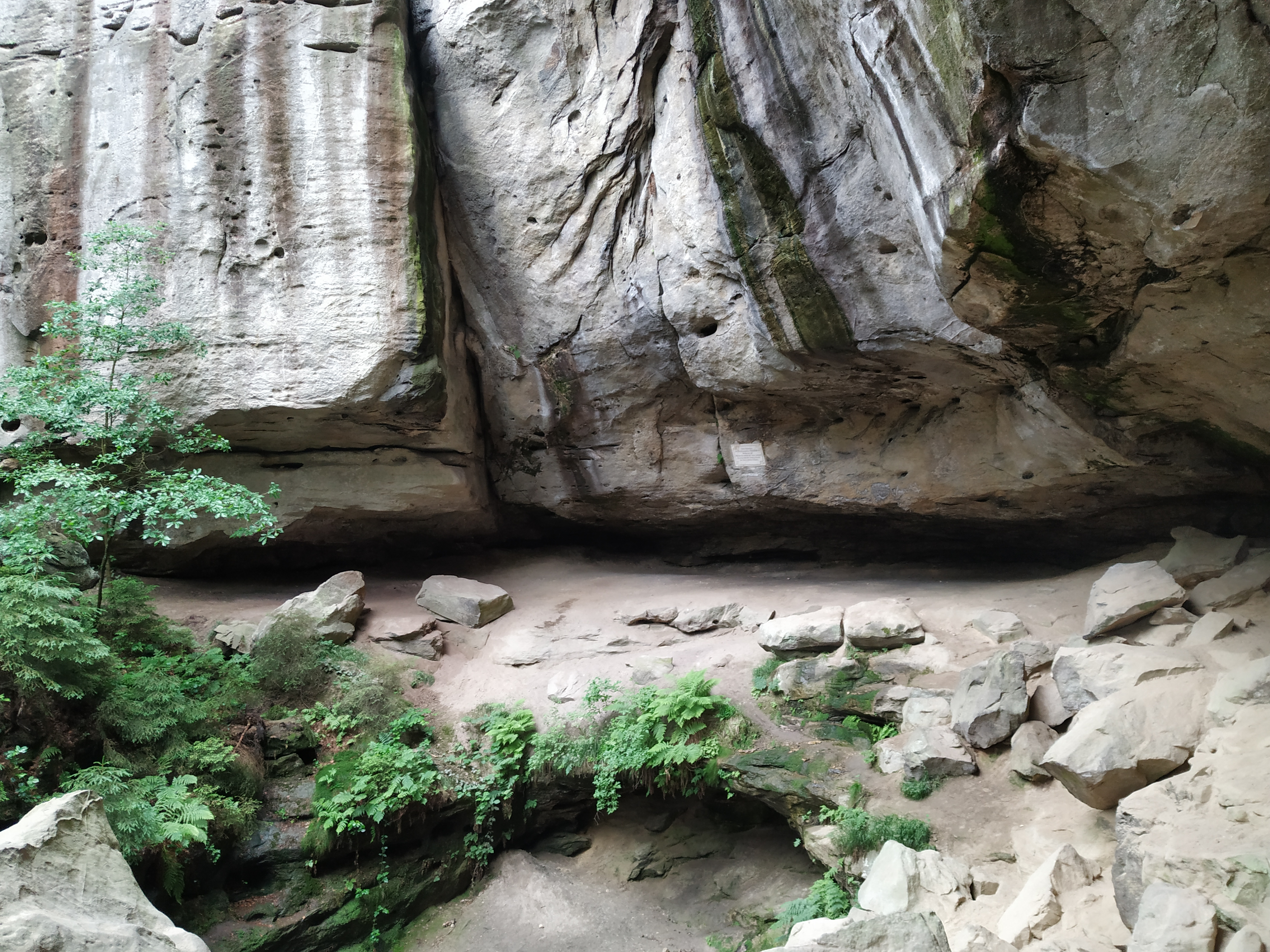
Gautschgrotte
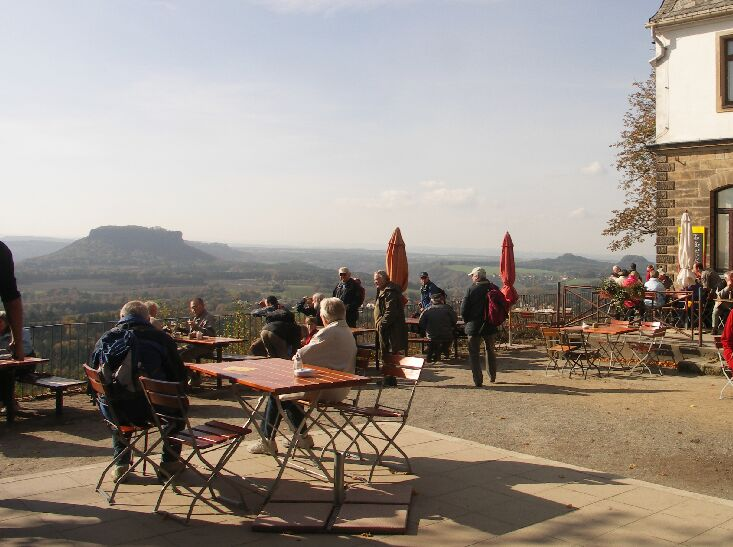
Brandaussicht
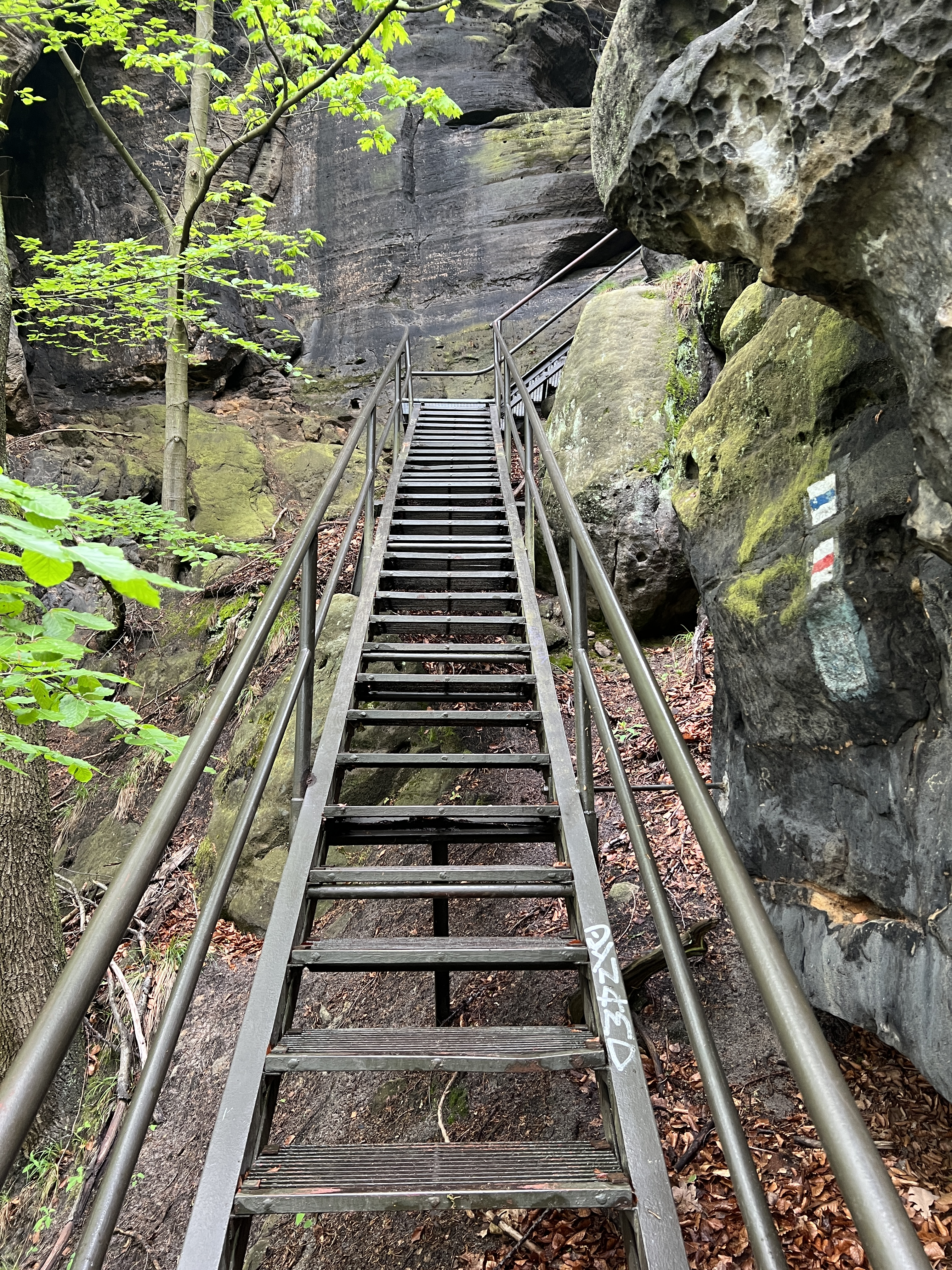
Brandstufen
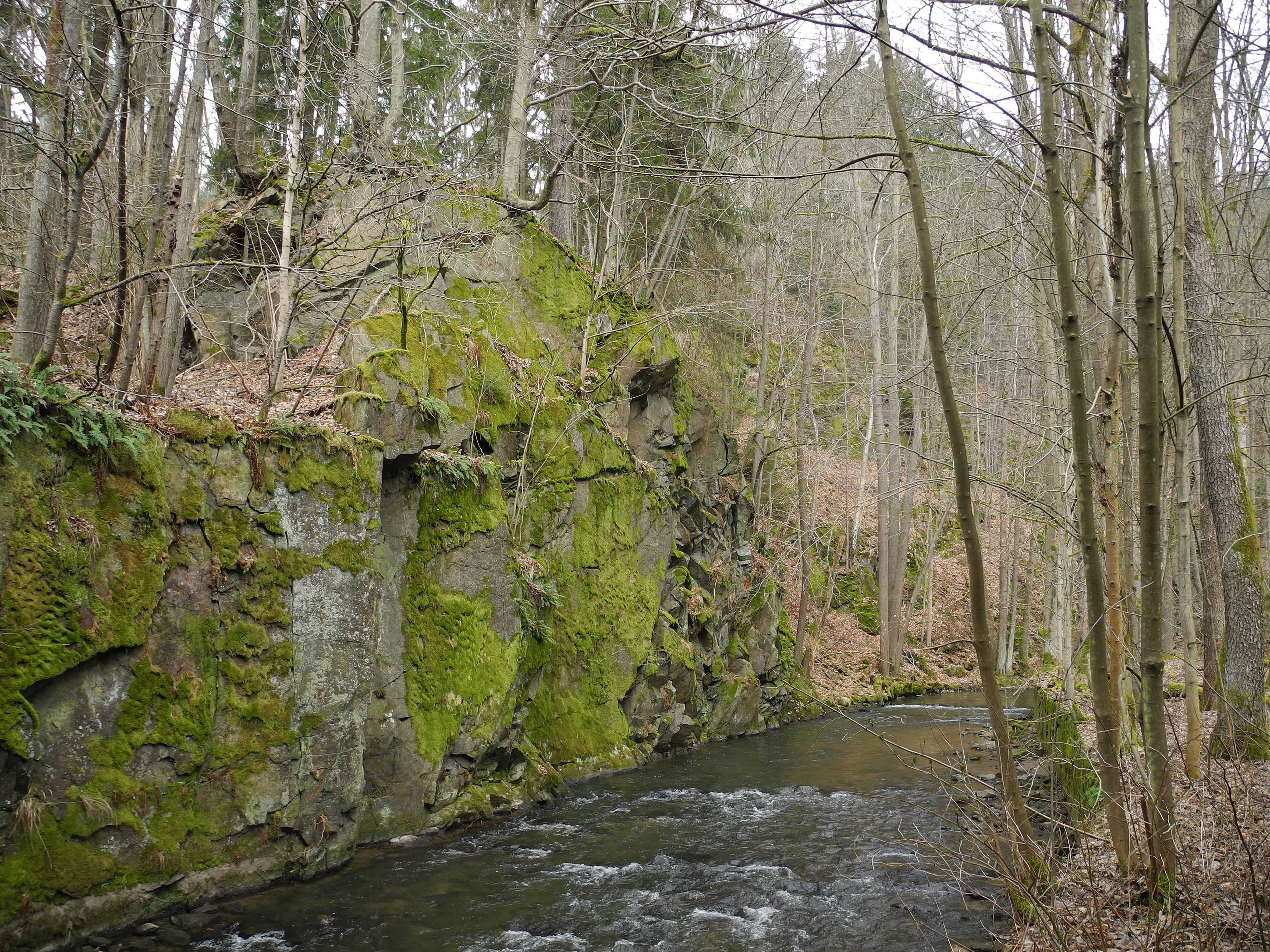
Sebnitztal

#### Etappe 4
- Das Kirnitzschtal schlängelt sich entlang des gleichnamigen Flusses durch die Hintere Sächsische Schweiz und ist Ausgangspunkt vieler Wanderungen. Hier fährt die historische Kirnitzschtalbahn.
- Die Schrammsteinaussicht bietet einen romantischen Blick auf die vordere Schrammsteinkette und Bad Schandau. Es schließt sich der Schrammsteingradweg an.
- Der Lichtenhainer Wasserfall ist ein umgestalteter Wasserfall des Lichtenhainer Dorfbachs über Sandsteinfelsen kurz vor der Mündung in die Kirnitzsch.
- Der Kuhstall ist ein 11 Meter hohes, 17 Meter breites, und 24 Meter tiefes Felsentor.  Sein Name geht wahrscheinlich auf den Dreißigjährigen Krieg zurück, während dem die Bauern ihr Vieh hier versteckt haben sollen.[10]
- Die Neumannmühle ist eine für die Öffentlichkeit als technisches Denkmal zugängliche Sägemühle in Ottendorf.

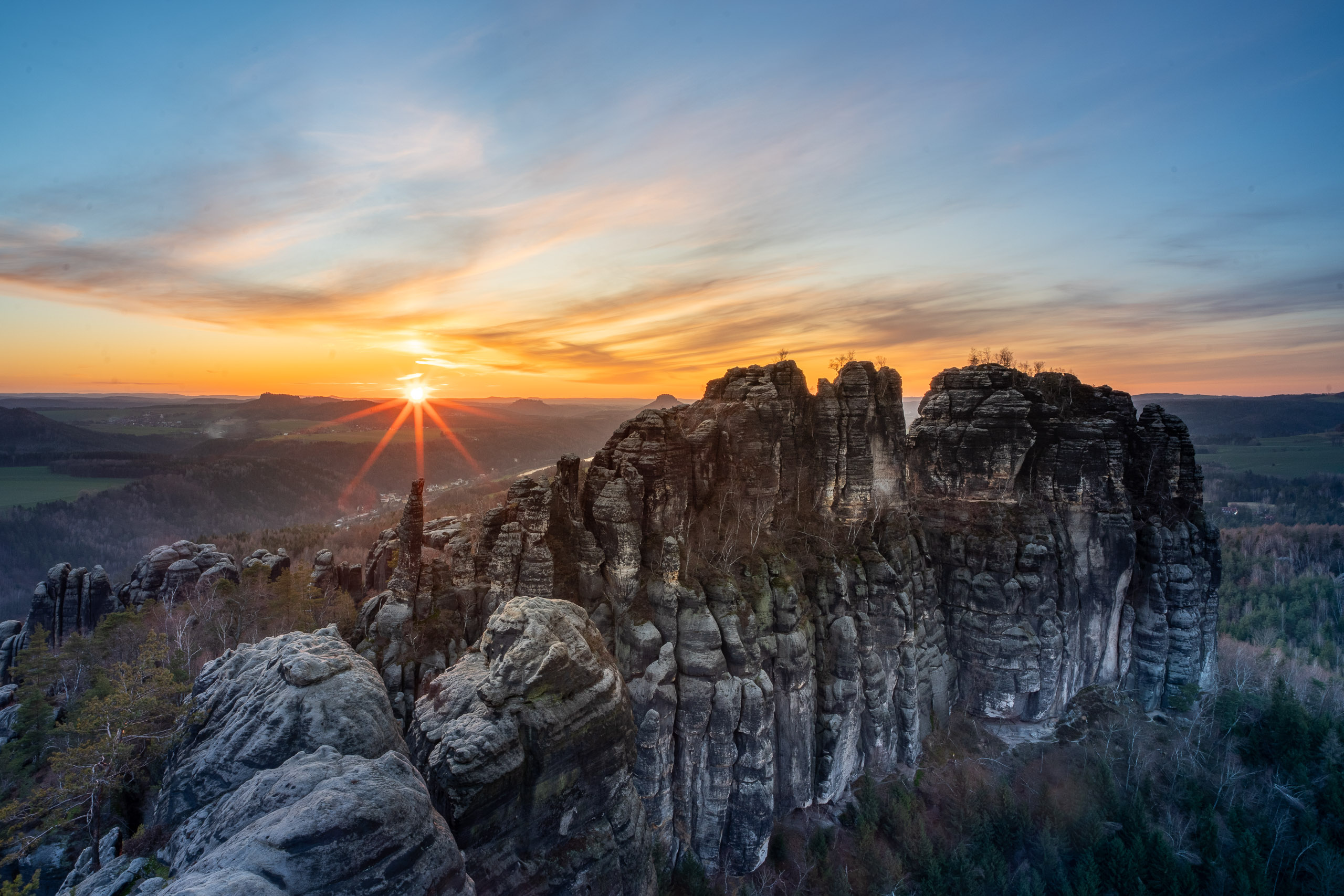
Schrammsteinaussicht
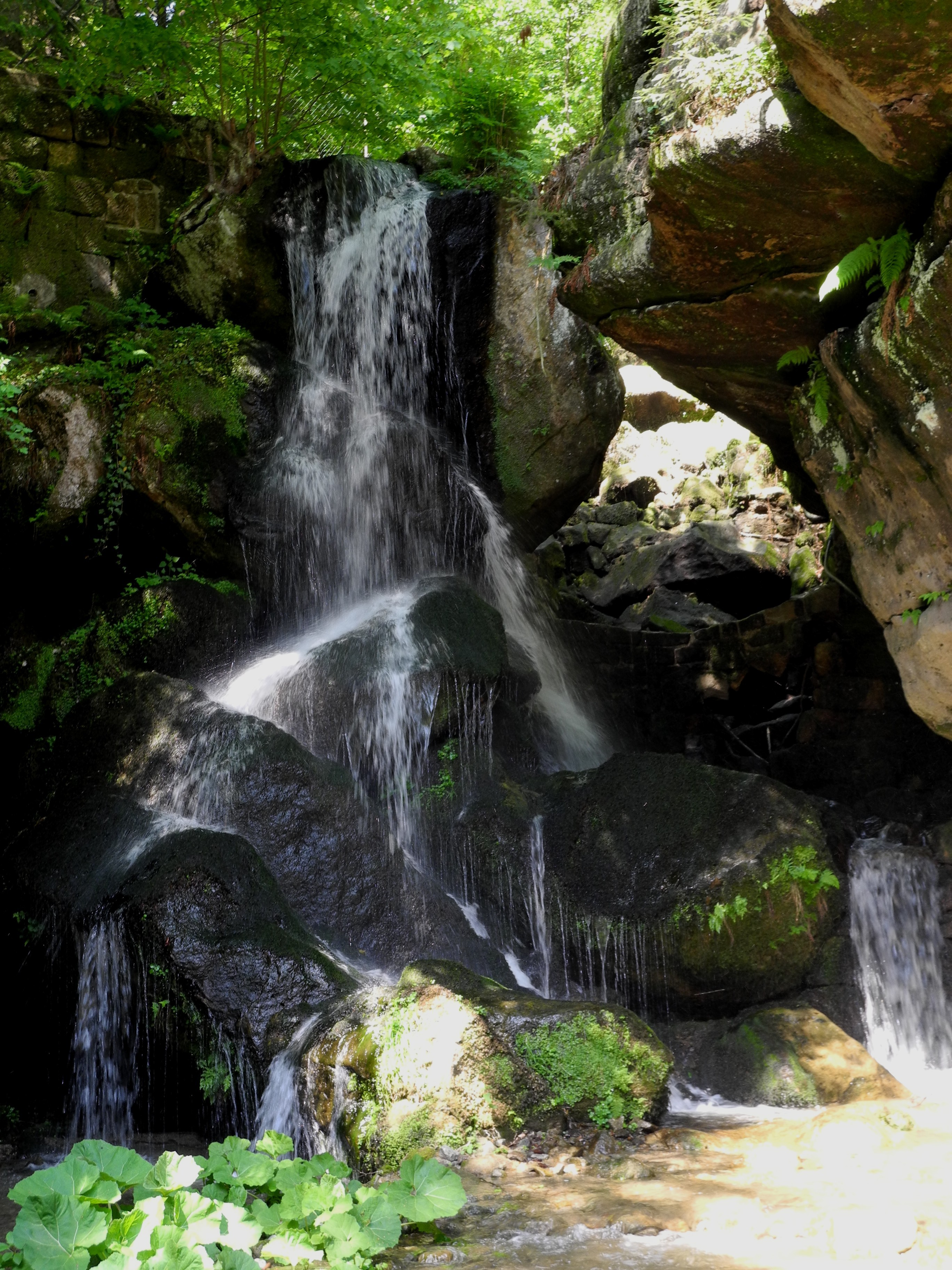
Lichtenhainer Wasserfall
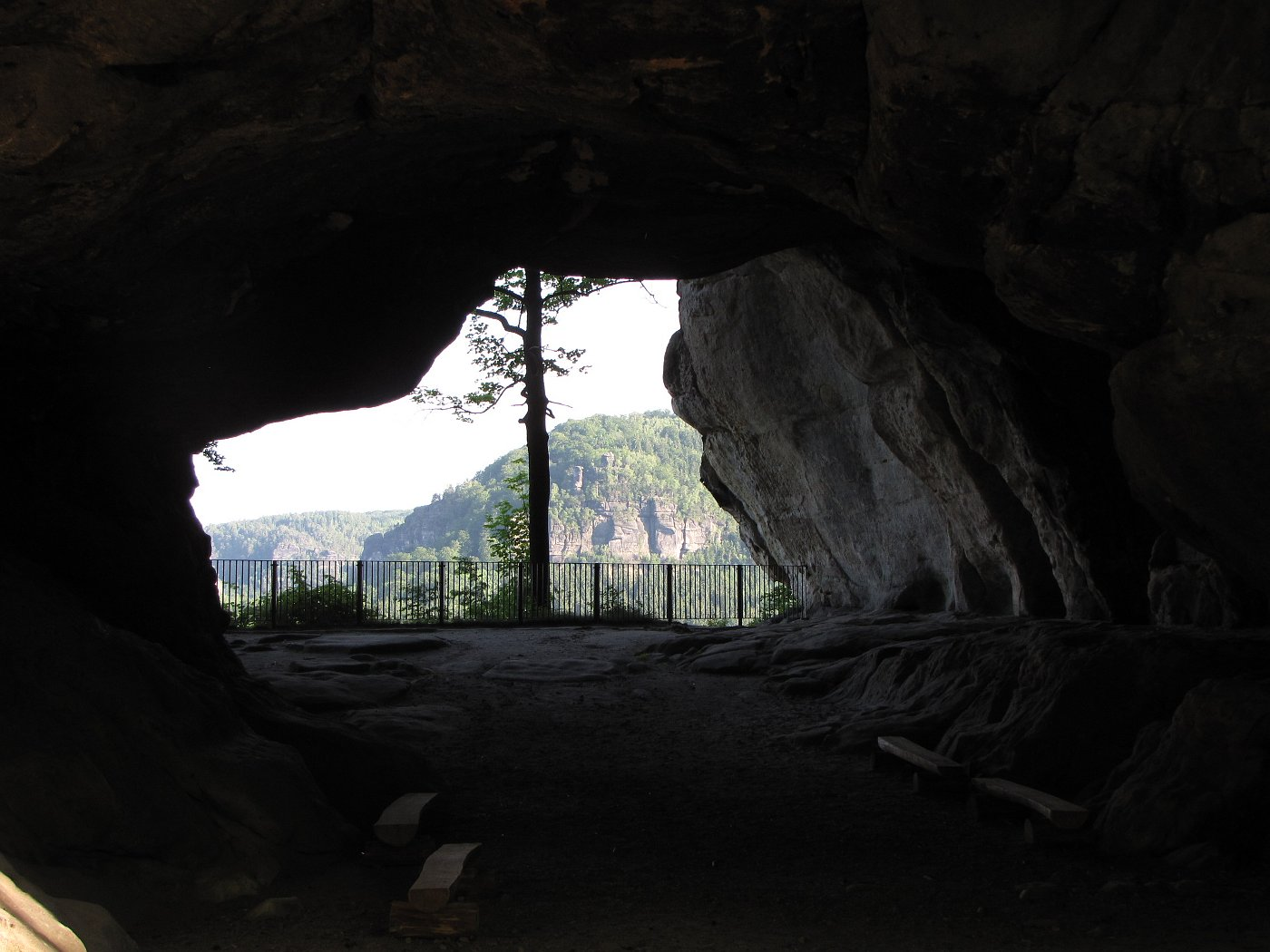
Kuhstall

#### Etappe 5
- Die Buschmühle ist eine Mühlenanlage aus der Hinteren Sächsischen Schweiz, welche bis 1992 in Betrieb war und heute als Gaststätte dient.
- Die Burg Arnstein ist eine heute als Aussichtspunkt fungierende ehemalige Burganlage aus dem 13. Jahrhundert.
- Die Kleinsteinhöhle ist nach dem Kuhstall das zweitgrößte Felsentor der Sächsischen Schweiz.
- Das Große Pohlshorn ist ein 379 Meter hoher Tafelberg, welcher eine umfangreiche Aussicht über das Kirnitzschtal auf den Großen Teichstein und den Heulenberg ermöglicht
- Das Zeughaus ist ein altes Jagdhaus im Tal des Großen Zschands, welches im Auftrag von August dem Starken 1728 erbaut wurde und heute als kleine Raststätte dient.
- Der Aussichtsturm Großer Winterberg liegt auf der gleichnamigen Erhebung und ermöglicht einen weiten Blick in den Nationalpark. 2008 wurde das Bauwerk umfangreich renoviert.[11]
- Die Schmilkaer Wassermühle ist eine heute noch betriebene Mahlmühle von 1665, welche 2007 wiederentdeckt und rekonstruiert wurde.[12]

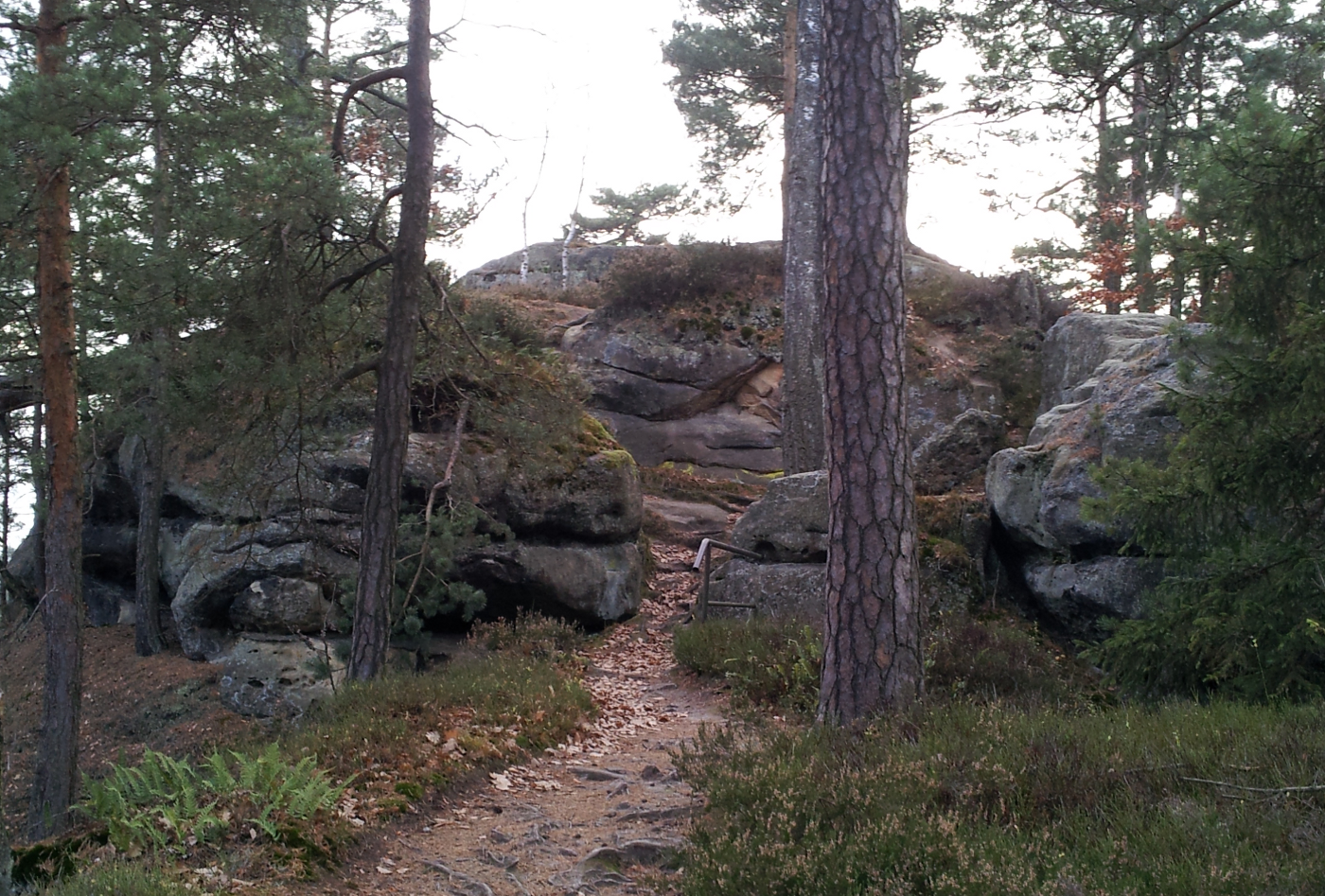
Burg Arnstein
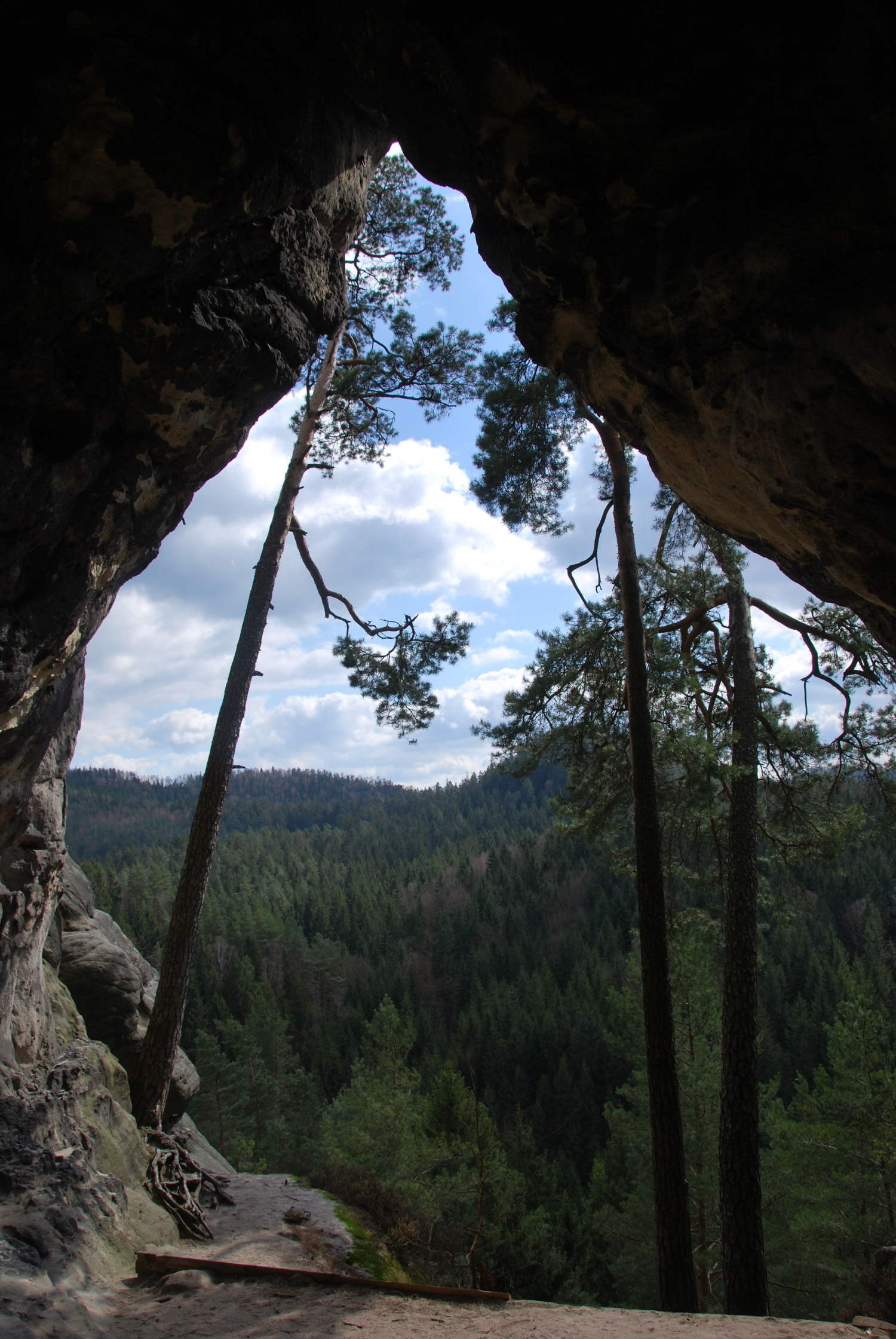
Kleinsteinhöhle
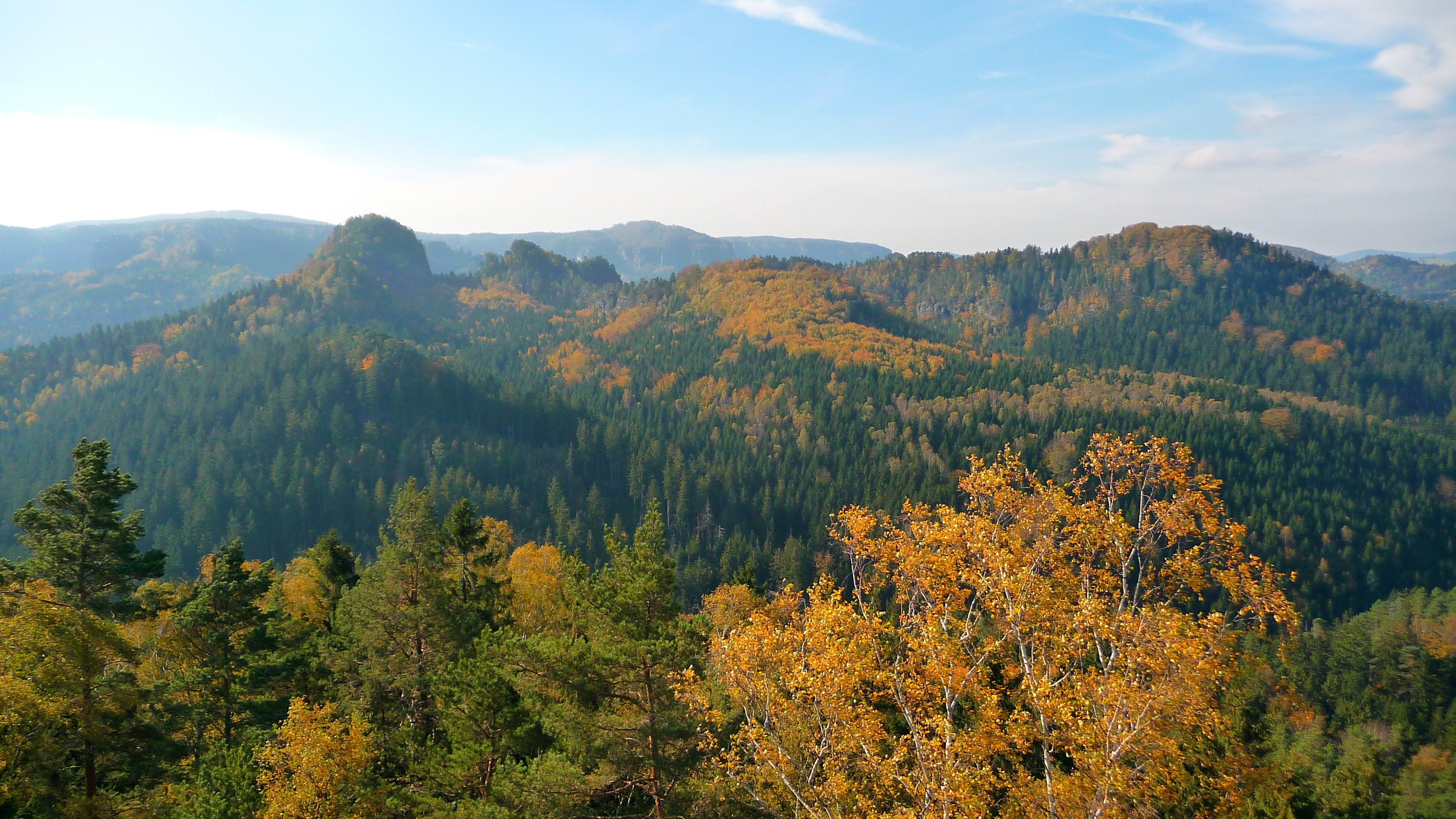
Aussicht vom Großen Pohlshorn, gut 150 Meter vom eigentlichen Malerweg entfernt
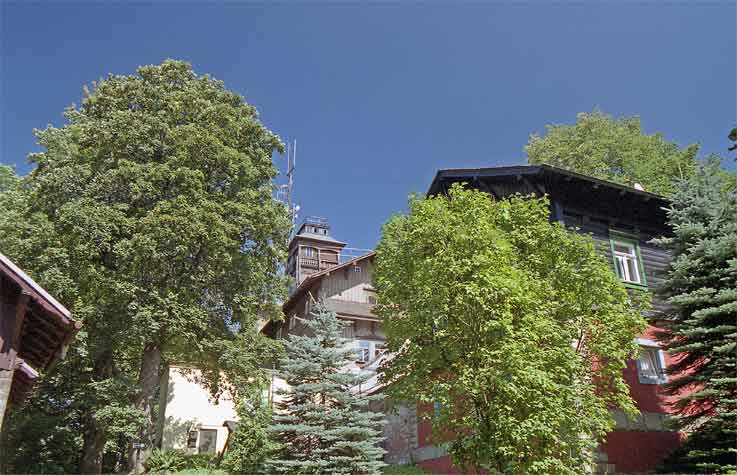
Großer Winterberg mit Aussichtsturm
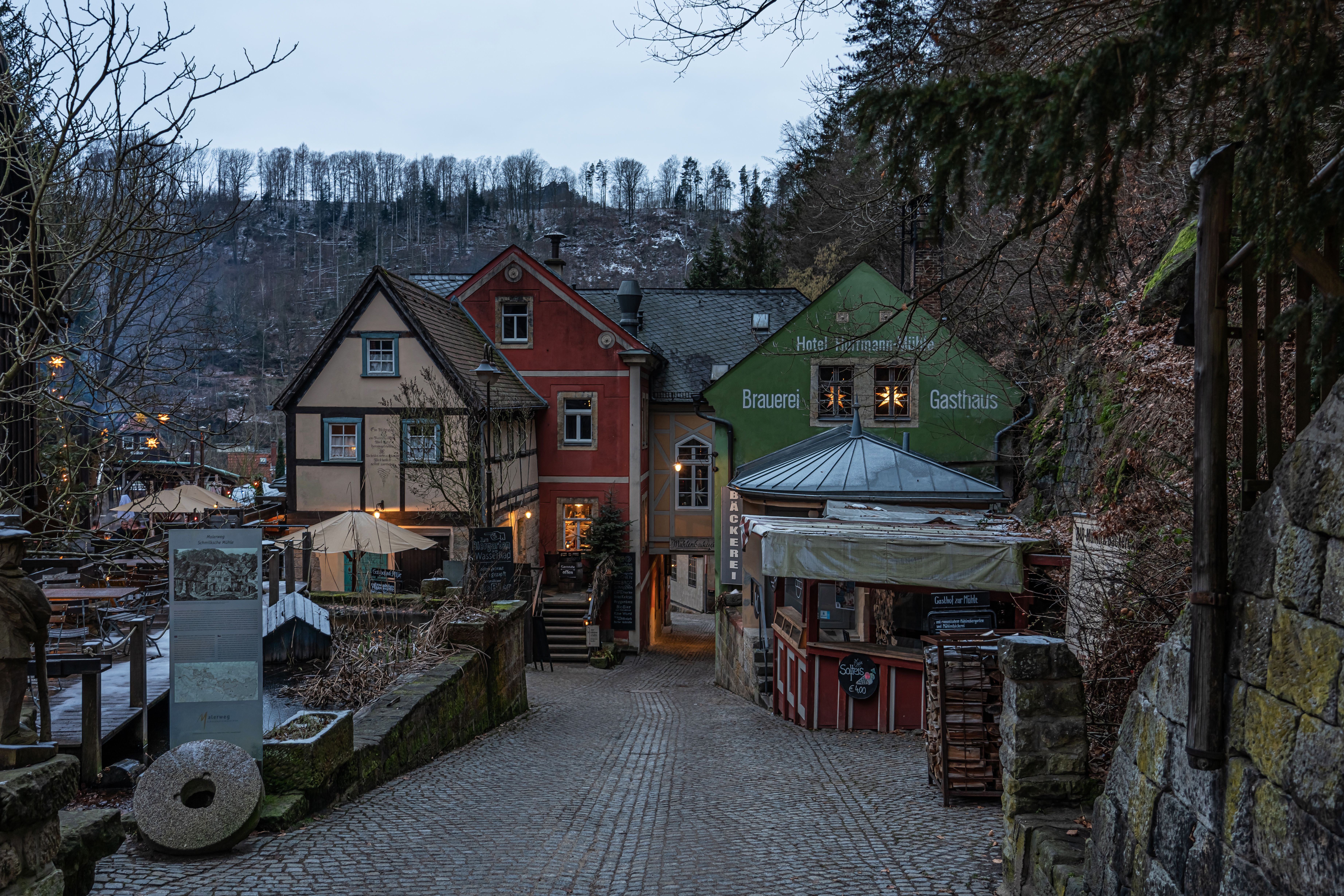
Mühle in Schmilka

#### Etappe 6
- Die Dorfkirche Reinhardtsdorf zählt zu den ältesten und schönsten Kirchen der Gegend. Sie wurde 1368 erstmals urkundlich erwähnt und zeigt jahrhundertealte Bilder und Gegenstände.[13]
- Die Liethenmühle ist eine ehemalige Wassermühle im Ortsteil Kleinhennersdorf der Gemeinde Gohrisch und wird heute als Waldgasthof und Pension genutzt.
- Der Papststein ist ein 451 Meter hoher Felsen in der Gemeinde Gohrisch. Von ihm hat man einen umfangreichen Blick ins Umland. Auf dem Gipfel gibt es einen Berggasthof.
- Der Gohrisch ist ein beliebter Felsen des Gebirges mit umfangreichen Aussichten, wie der Wetterfahnenaussicht. Zu bestaunen ist auch die Schwedenhöhle, welche im Krieg als Versteck diente.

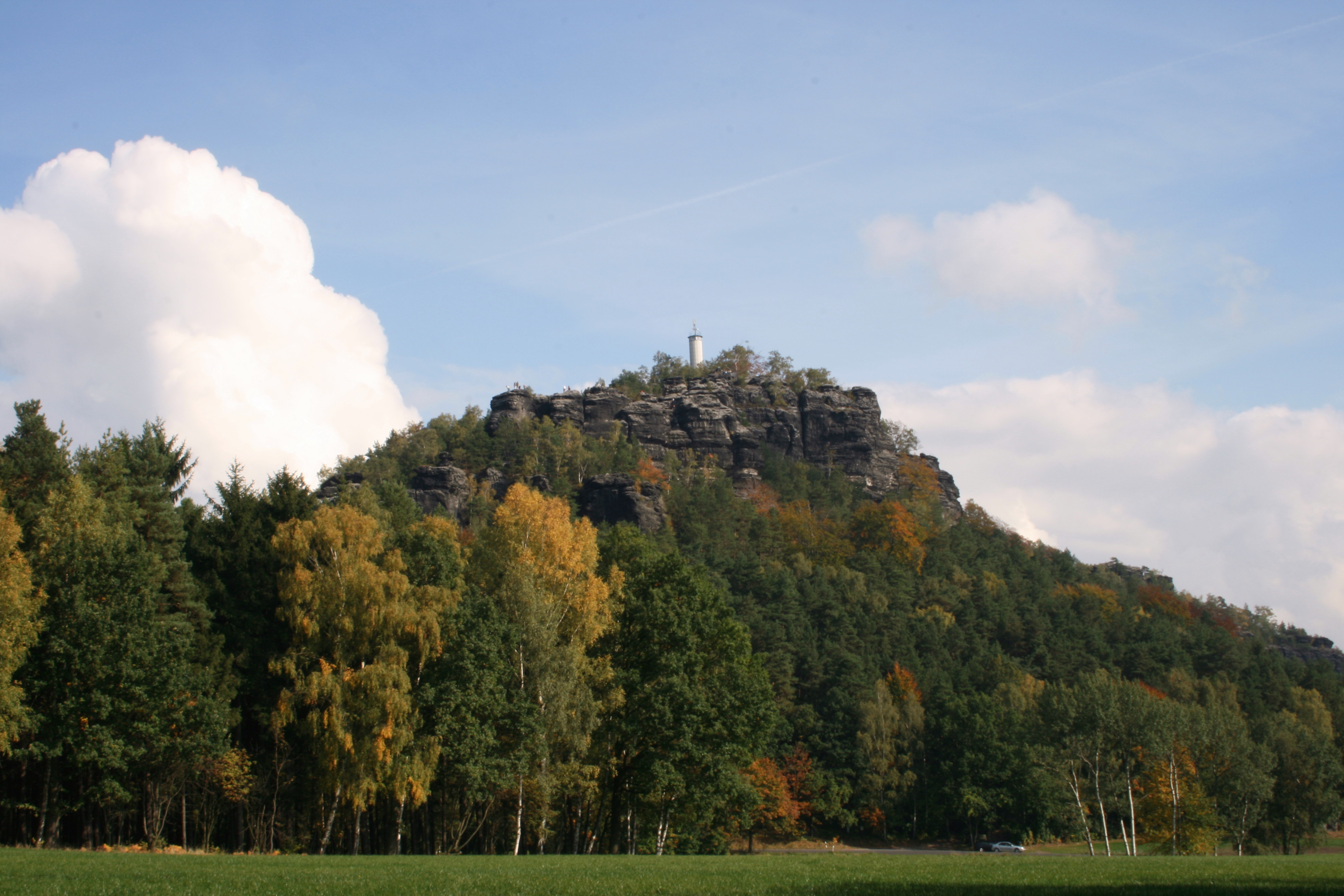
Papststein
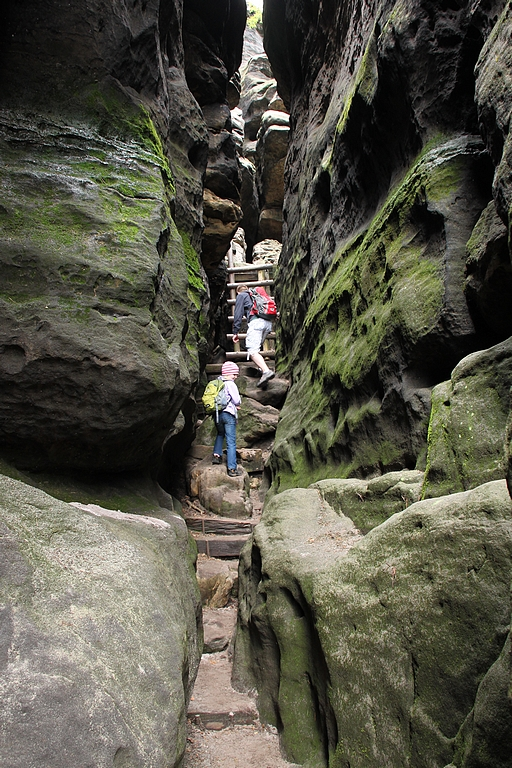
Gohrisch – Ostaufstieg

#### Etappe 7
- Der Pfaffenstein ist ein vielseitiger Felsen der Sächsischen Schweiz. Zu bestaunen ist das Nadelöhr, der Kammweg, der Aussichtsturm und die Barbarine.
- Die Festung Königstein ist eine auf dem gleichnamigen Berg liegende Festung, welche als größte Bergfestung Europas gilt und eines der beliebtesten Ziele des Gebirges ist.
- Das Schloss Thürmsdorf ist das Herrenhaus des einstigen Ritterguts Thürmsdorf, welches sich heute im Privatbesitz befindet und schrittweise saniert wird.
- Das Biedermann-Mausoleum wurde auf Wunsch der Baronin Helene von Biedermann 1920/1921 erbaut. Es ist eine Familiengrabstätte.[14]

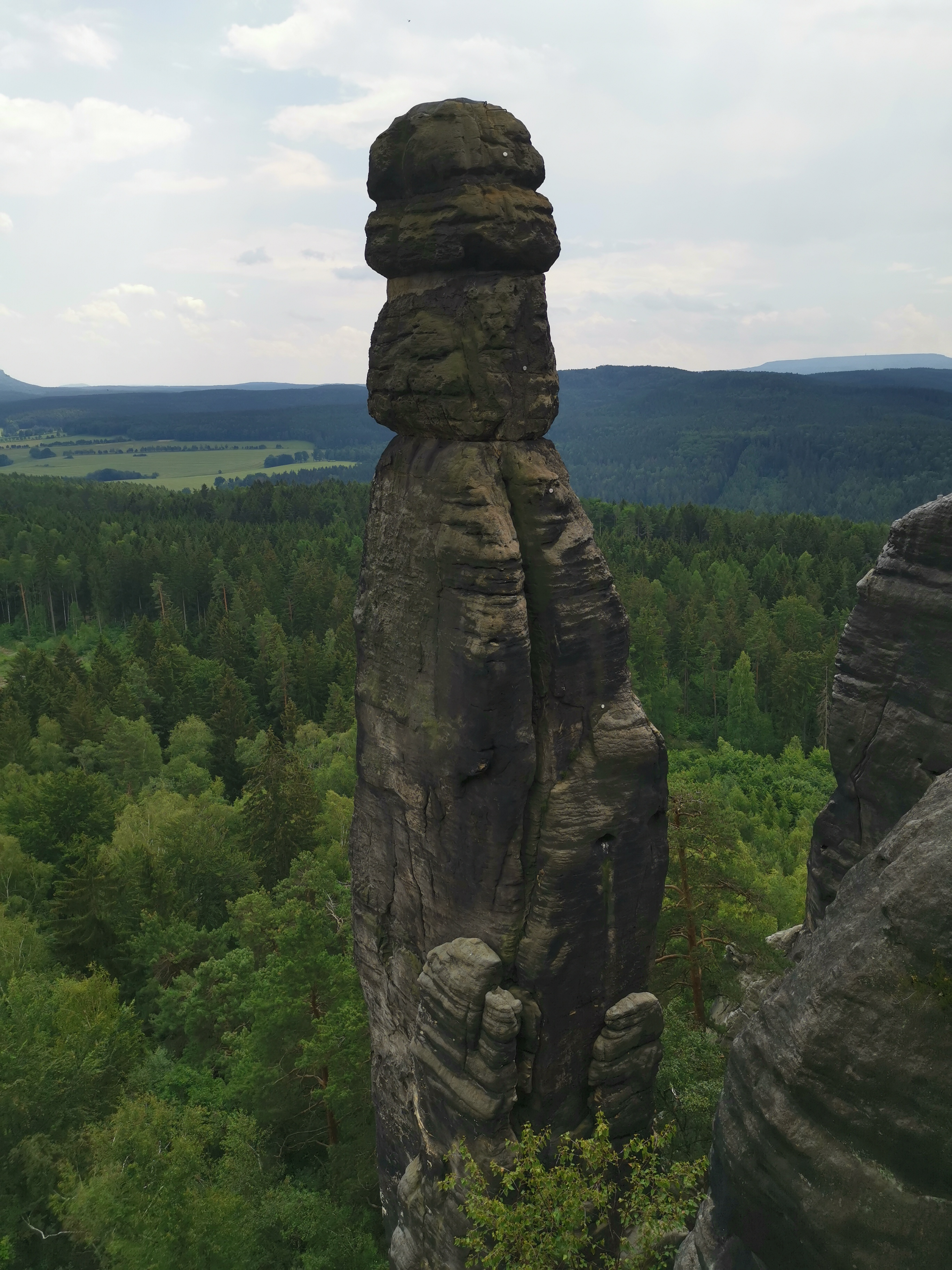
Barbarine am Pfaffenstein
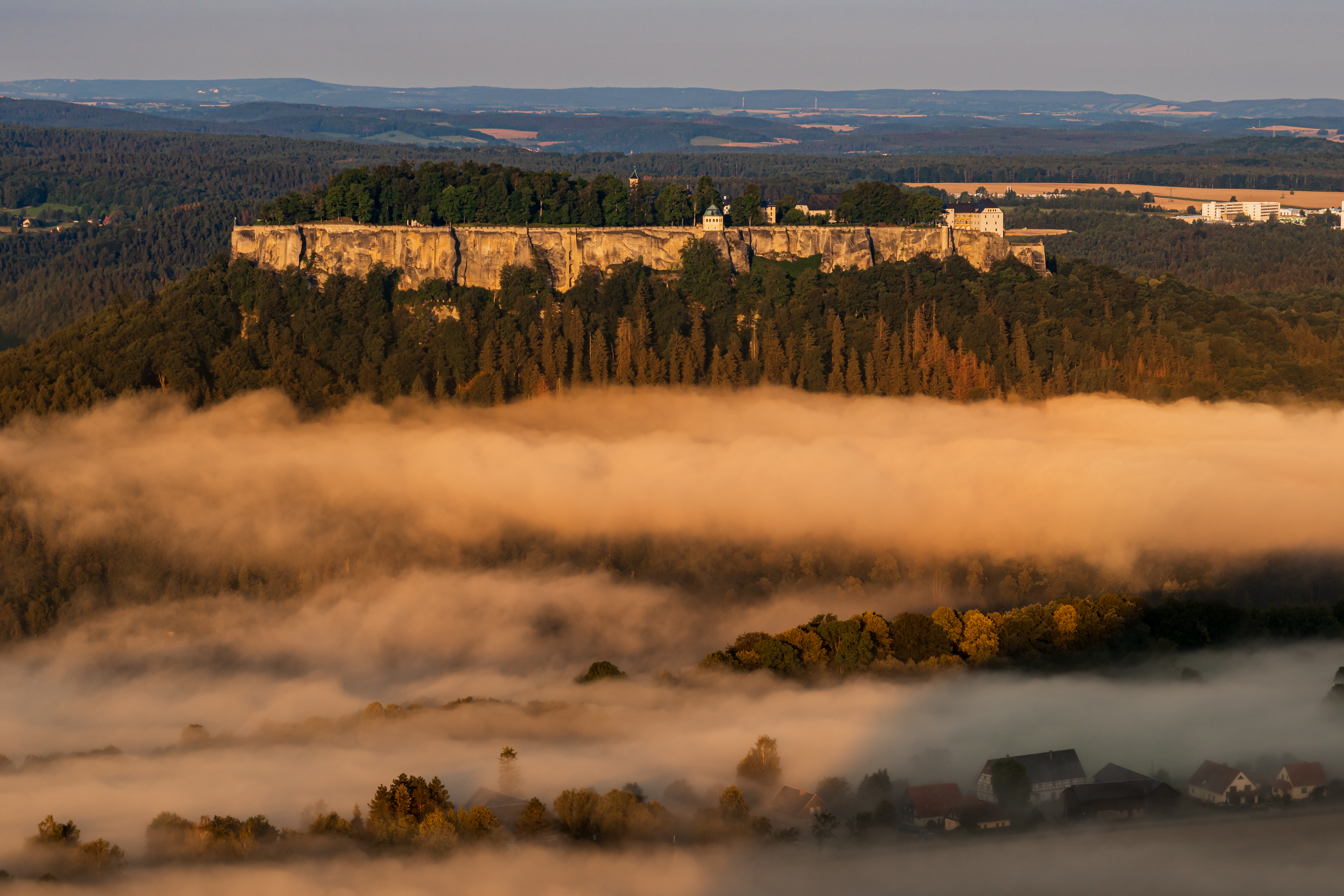
Festung Königstein
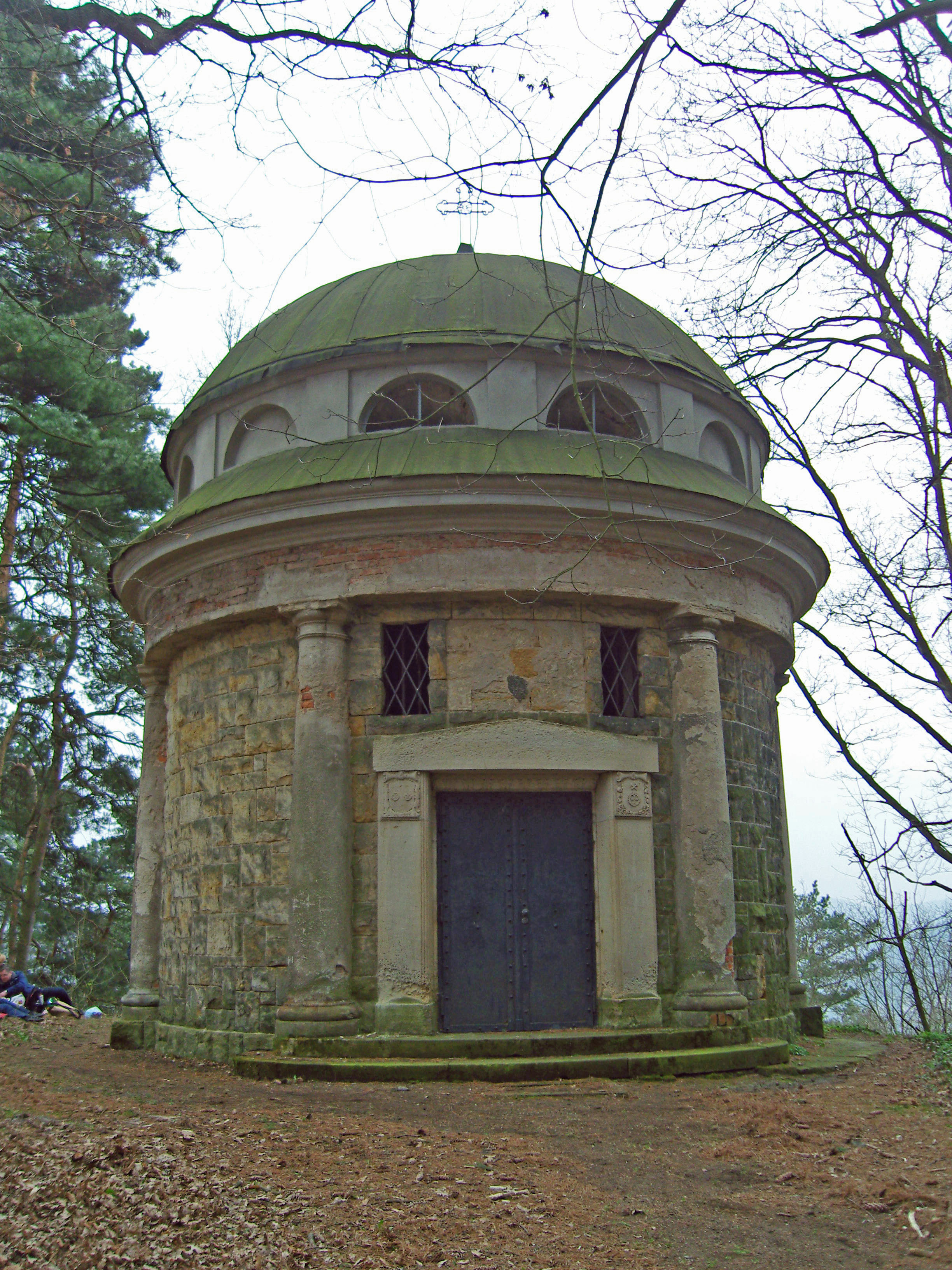
Biedermann-Mausoleum

#### Etappe 8
- Der Rauenstein-Gratweg führt über den gleichnamigen Felsen mit zahlreichen Stiegen und Leitern.
- Das Robert-Sterl-Haus zeigt bedeutende Kunstwerke. Es war das Wohnhaus und Atelier des Malers Robert Sterl.[15]
- Das Canalettohaus ist der Endpunkt des Malerweges. Es ist das berühmte Motiv des Malers Bernado Bellotto – genannt Canaletto – von dem einige Werke noch immer hier untergebracht sind.[16]

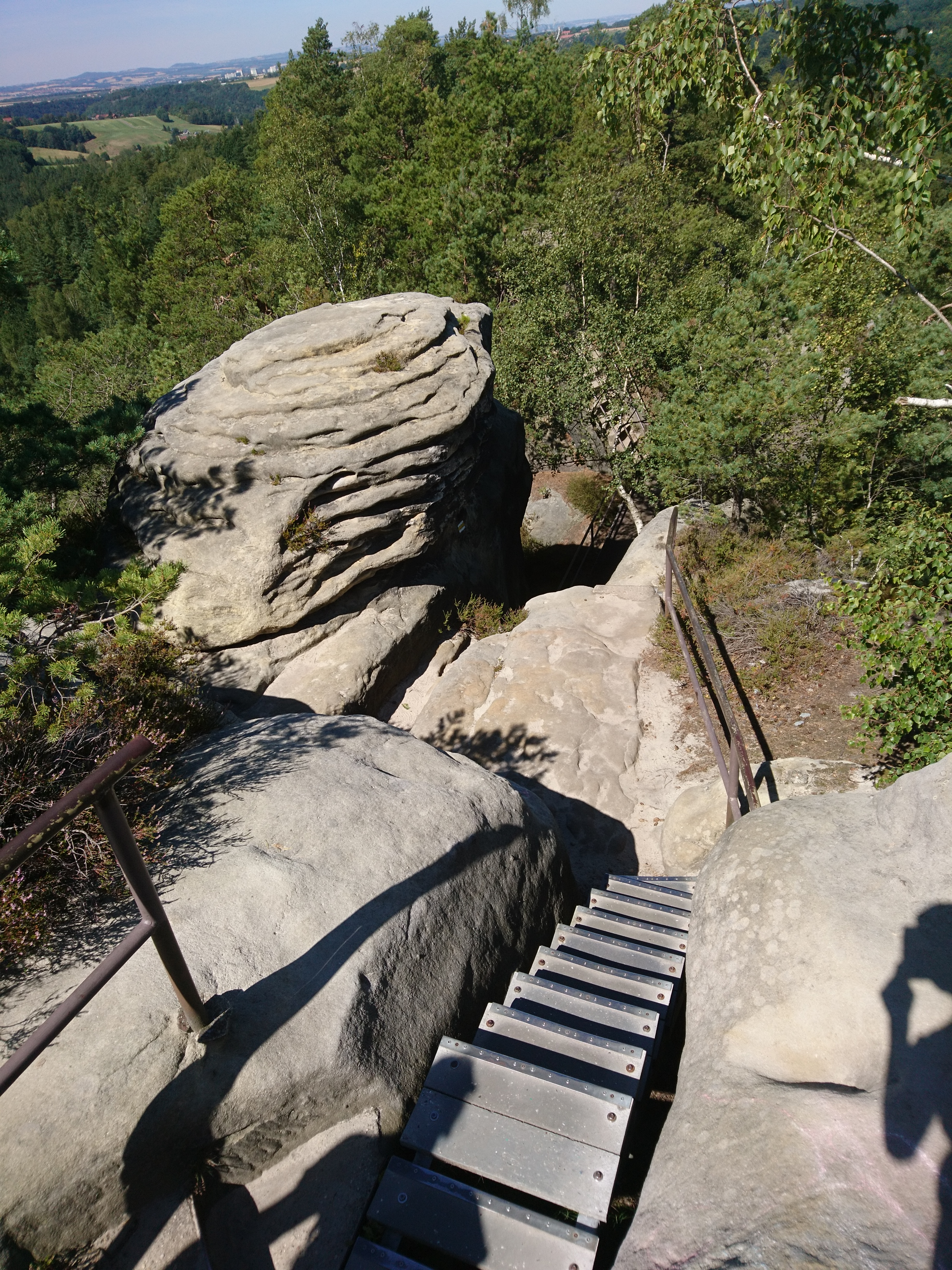
Gratweg Rauenstein
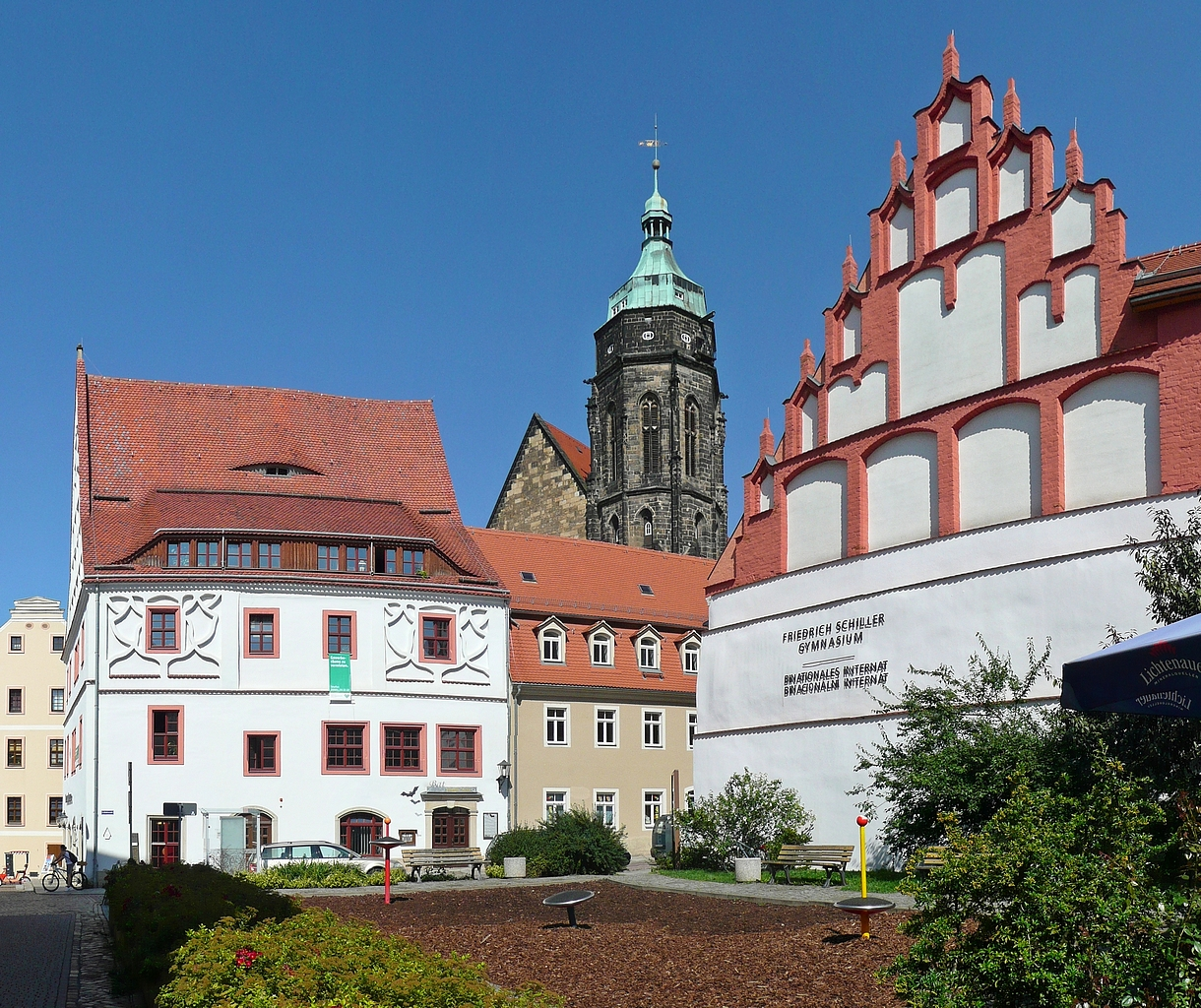
Frohngasse in Pirna mit dem Canalettohaus (links)

## Motive des Malerweges (Auswahl)

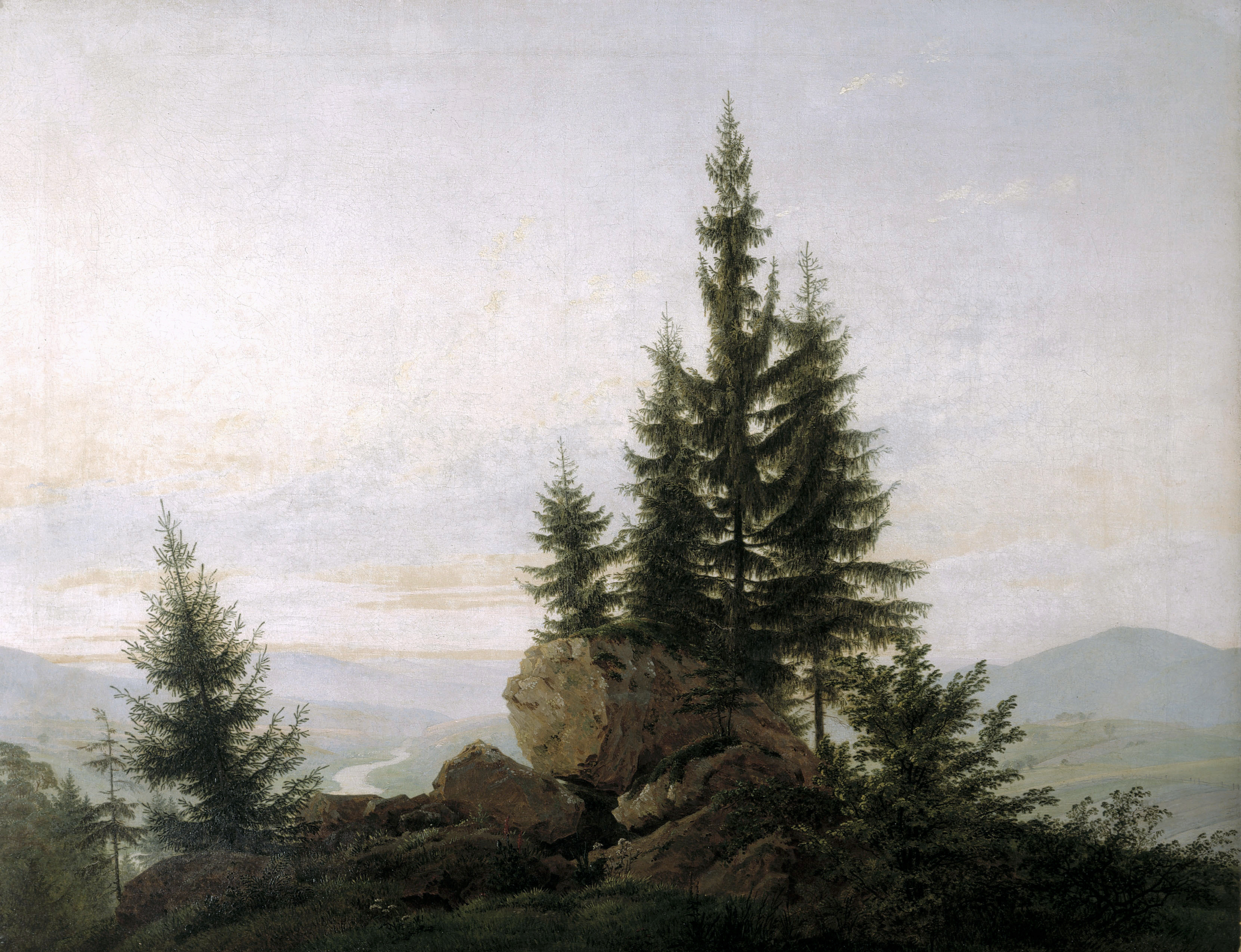
Caspar David Friedrich: Ausblick ins Elbtal
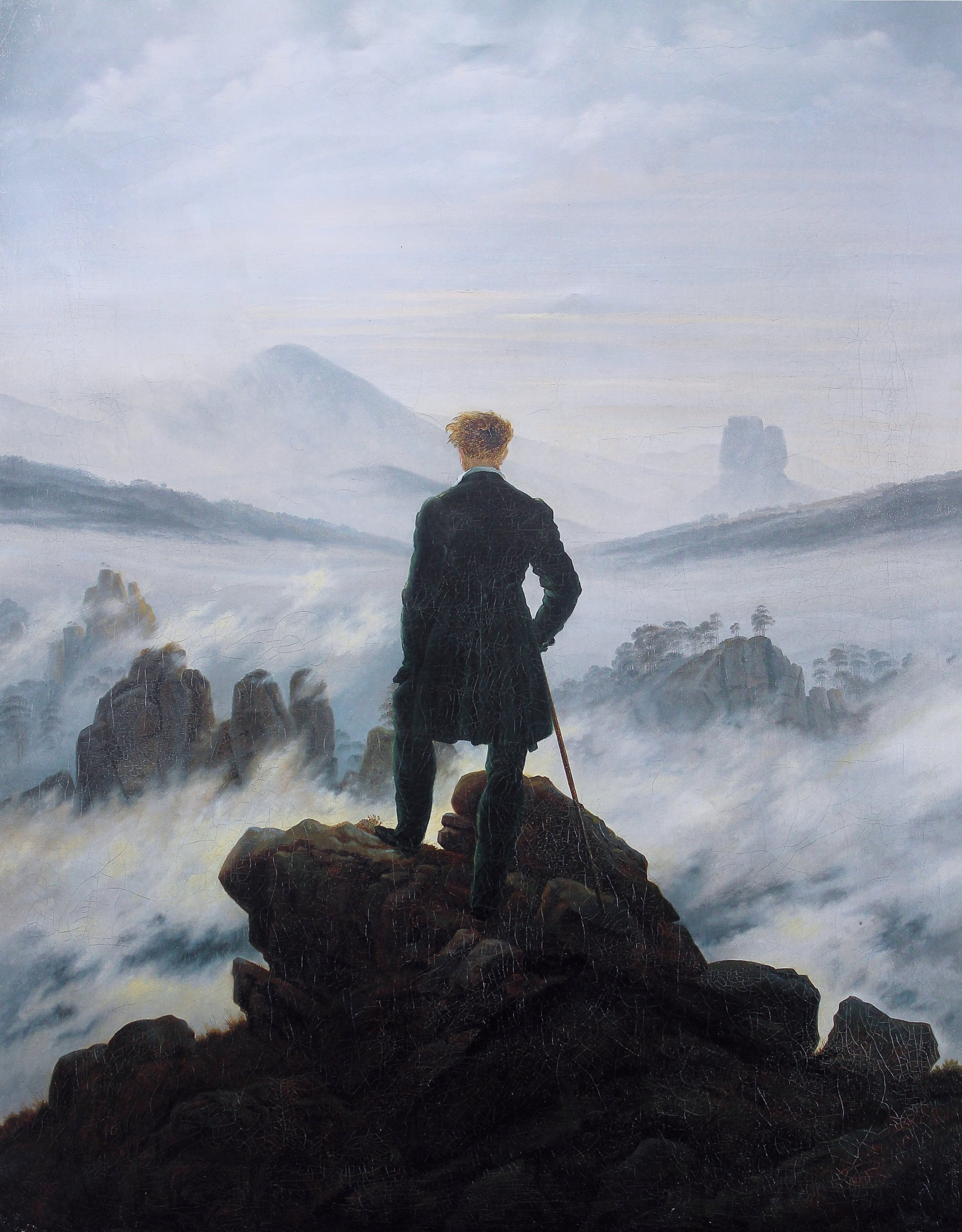
Caspar David Friedrich: Der Wanderer über dem Nebelmeer
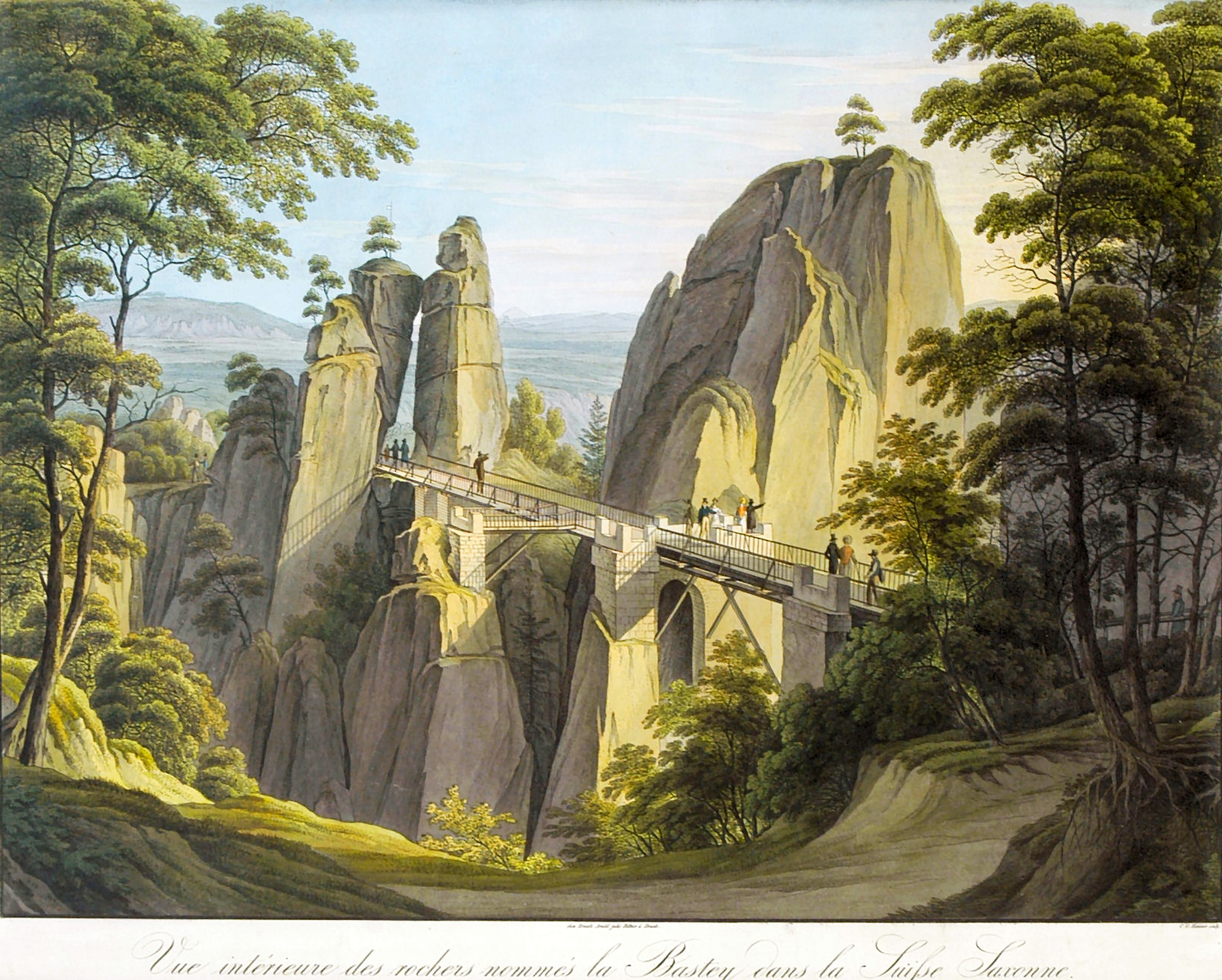
Basteibrücke (1826) von Christian Gottlob Hammer
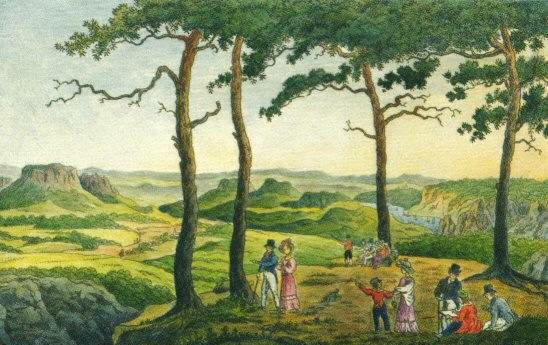
Aussicht auf dem Brand von Adrian Ludwig Richter
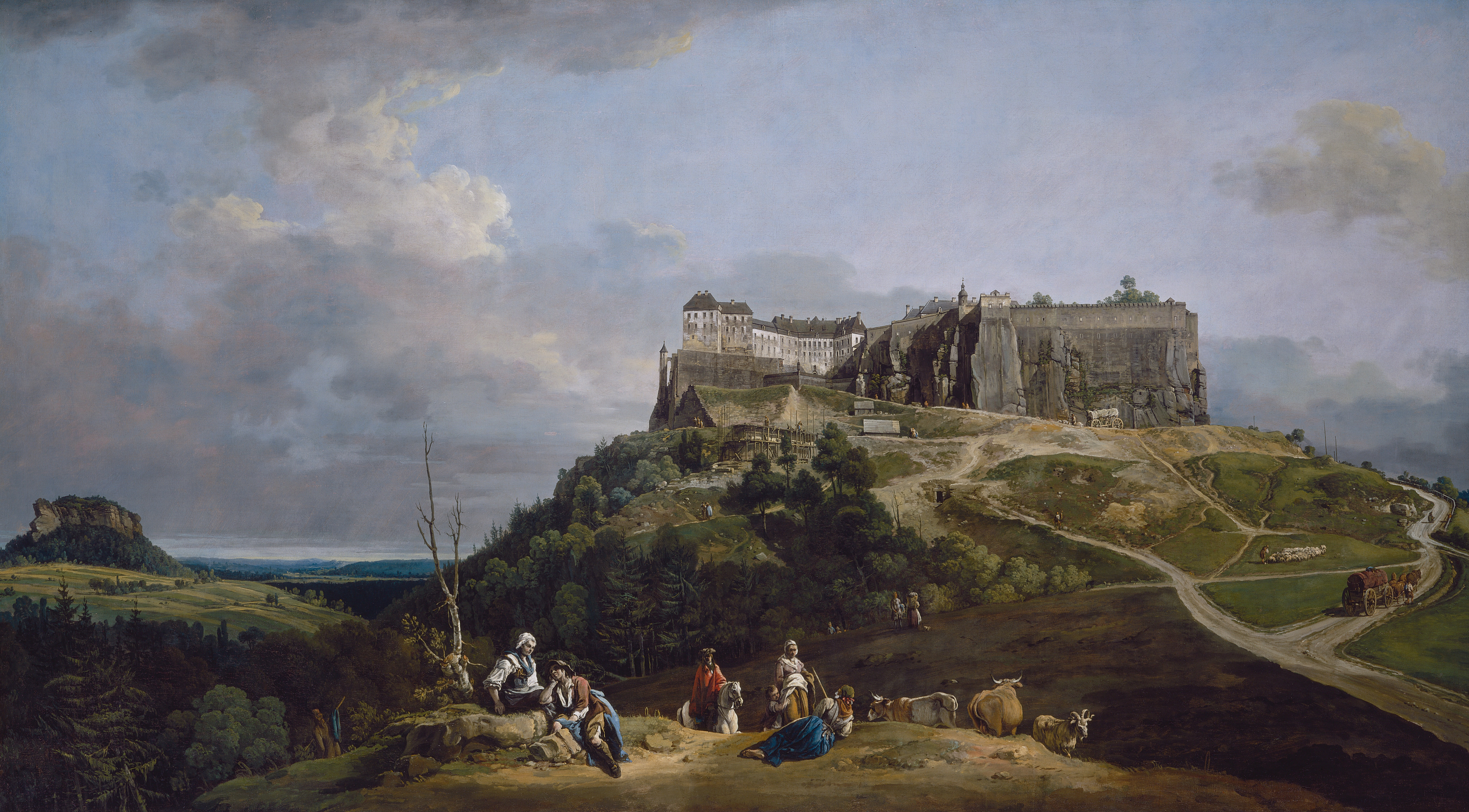
Festung Königstein von Bernardo Bellotto genannt Canaletto
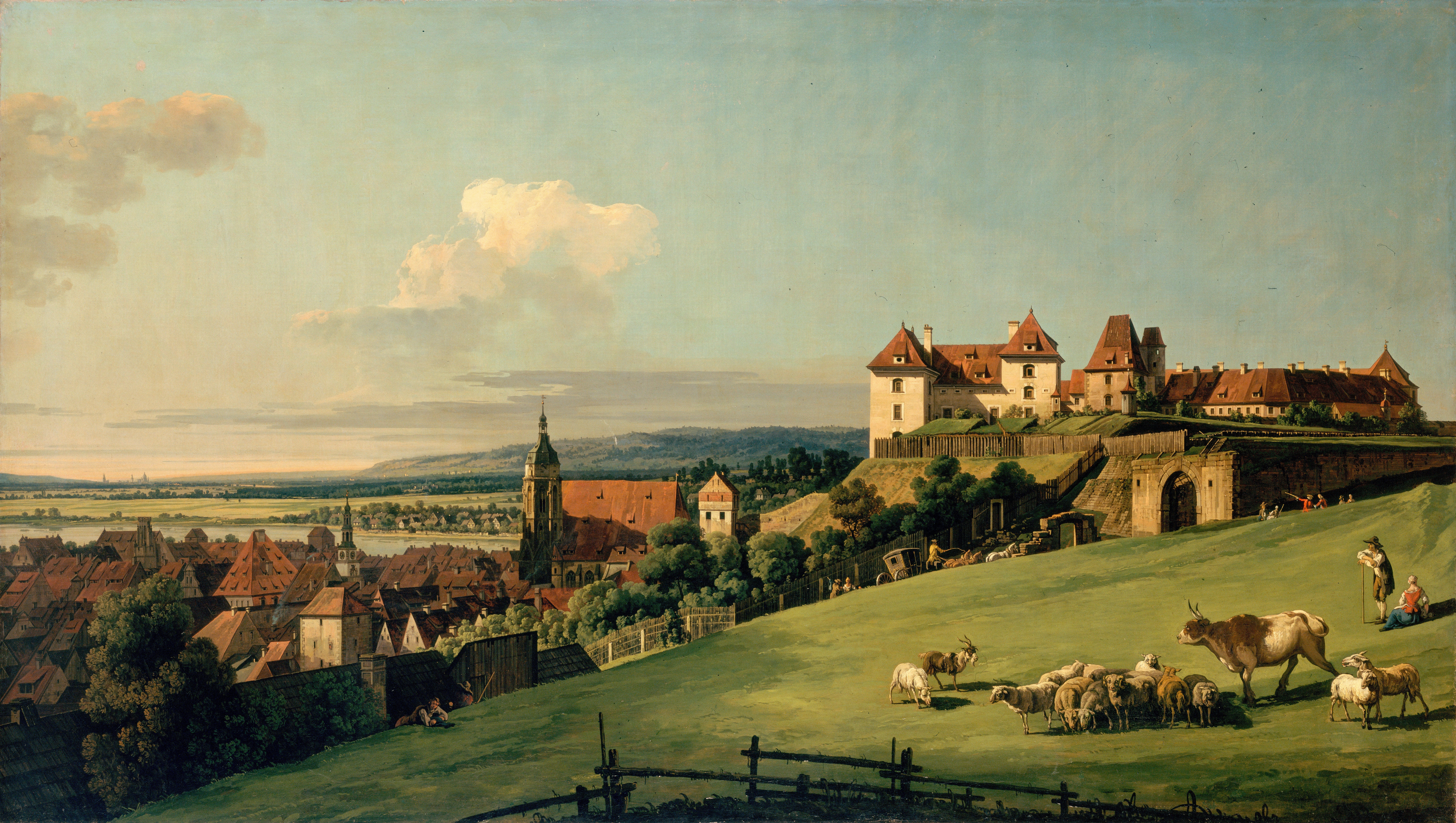
Pirna von Bellotto